# 西南主線

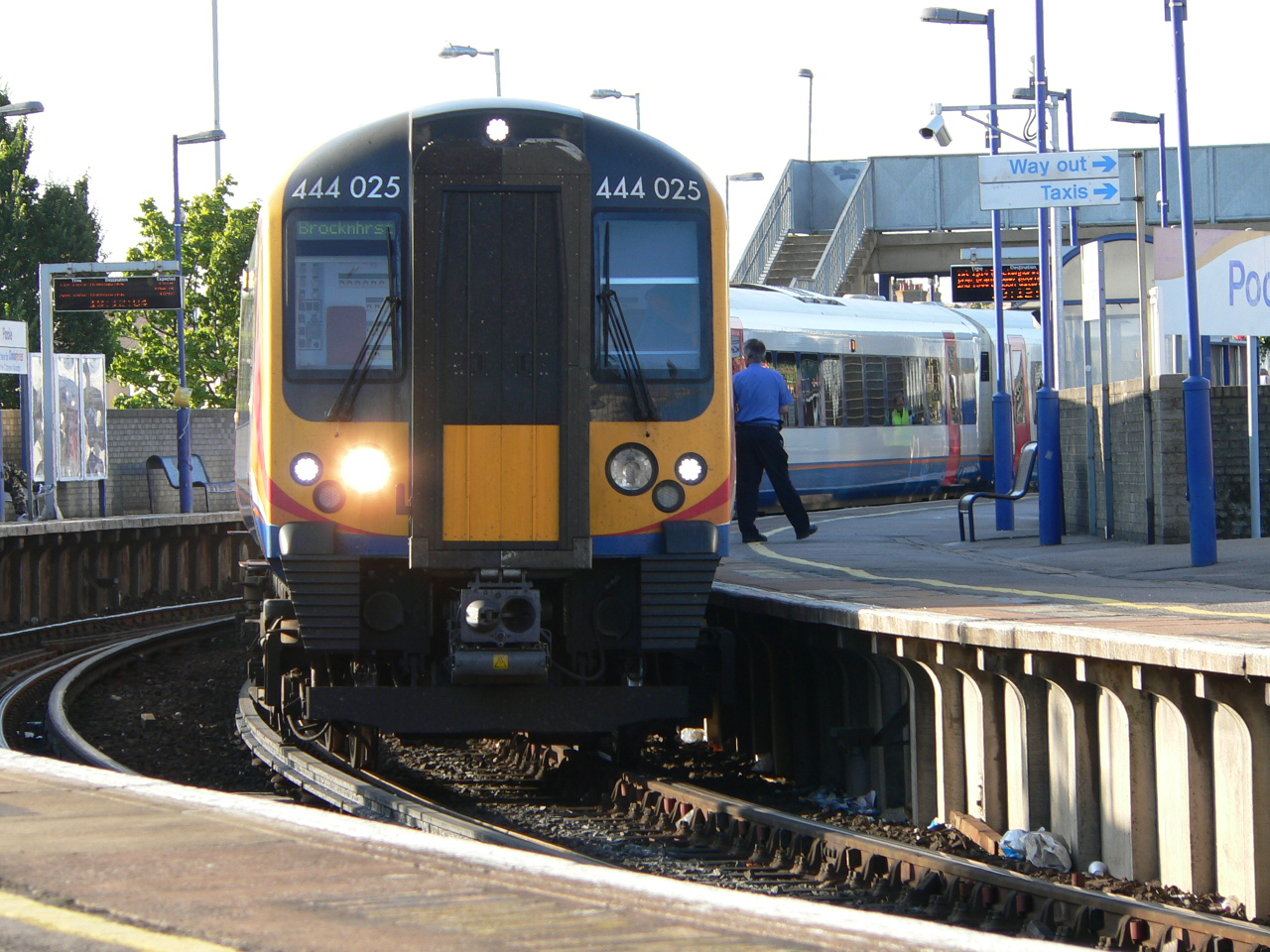
一輛行駛在西南主線的列車

西南主線（英語：South Western Main Line）是英國的主要鐵路路線，全長 230 公里，於1838-88年開通。其起點是倫敦滑鐵盧車站，終點是英格蘭南岸的韋茅斯。本線主要作客運用途，服務大倫敦西南多個郊區、以及修咸頓和伯恩茅斯的都會區。它途經大倫敦西南部、薩里郡、漢普郡和多塞特郡。西南主線的大部分路段的最高時速可達100 mph（160 km/h），並可能有引入12及16節車廂列車的計劃。
本線在滑鐵盧至貝辛斯托克附近的大部分路段上均有四條軌道，其餘路段則大部分是雙線。本線在滑鐵盧總站前幾英里的一段鐵路，是與從倫敦維多利亞出發的布萊頓主線西支線並肩而行（包括穿過克拉珀姆交匯站的一段）。
本線之鐵路設施由英國鐵路網公司擁有及維護，列車服務則主要由西南鐵路公司營運。西南主線最古老的部分，即位於蘭貝斯區的一段鐵路，曾於1994-2007年有歐洲之星高速列車營運。由於本線使用第三軌供電，使歐洲之星列車當時必須配備集電靴才能在西南主線上營運。不過，在2007年後由於歐洲之星改在倫敦聖潘克拉斯車站發車後，本線上已無此列車行駛。

## 歷史
西南主線全線既不是由同一間鐵路公司建成、亦不是同步落成：
| 路段                                      | 通車日期           | 落成時所屬鐵路公司                 |
| ----------------------------------------- | ------------------ | ---------------------------------- |
| 滑鐵盧 - 九榆樹                           | 1848 年 7 月 11 日 | 倫敦和修咸頓鐵路                   |
| 九榆樹 - 沃金                             | 1838 年 5 月 21 日 | 倫敦和修咸頓鐵路                   |
| 沃金 - 溫奇菲爾德（Winchfield）           | 1838 年 9 月 24 日 | 倫敦和修咸頓鐵路                   |
| 溫奇菲爾德 - 貝辛斯托克                   | 1839 年 6 月 10 日 | 倫敦和修咸頓鐵路                   |
| 貝辛斯托克 - 溫徹斯特                     | 1840 年 5 月 11 日 | 倫敦和修咸頓鐵路                   |
| 溫徹斯特 - 修咸頓諾森路 （臨時站）        | 1839 年 6 月 10 日 | 倫敦和修咸頓鐵路                   |
| 修咸頓諾森路 （臨時站）- 修咸頓總站       | 1840 年 5 月 11 日 | 倫敦和修咸頓鐵路                   |
| 修咸頓總站 - 布羅肯赫斯特（Brockenhurst） | 1847 年 6 月 1 日  | 修咸頓和多切斯特鐵路               |
| 布羅肯赫斯特 - 克賴斯特徹奇               | 1888 年 3 月 6 日  | 倫敦和西南鐵路                     |
| 克賴斯特徹奇 - 伯恩茅斯東                 | 1870 年 3 月 14 日 | 靈伍德、克賴斯特徹奇和伯恩茅斯鐵路 |
| 伯恩茅斯東 - 普爾                         | 1874 年 6 月 15 日 | 倫敦和西南鐵路                     |
| 普爾 - 哈姆沃西（Hamworthy）              | 1872 年 12 月 2 日 | 倫敦和西南鐵路                     |
| 哈姆沃西 - 多切斯特                       | 1847 年 6 月 1 日  | 修咸頓和多切斯特鐵路               |
| 多切斯特 - 韋茅斯                         | 1857 年 1 月 20 日 | 威爾特、森麻實和韋茅斯鐵路         |

### 倫敦和修咸頓鐵路
在拿破崙戰爭期間，從英格蘭南部海岸（通過英吉利海峽）前往倫敦的航路安全令人憂慮，因此一系列興建運河的計劃應運而生。與此同時，大部分郵遞運輸——國際的緊急信件和小包裹——都使用法爾茅斯作為進出港，並通過公路往返倫敦：這是一個緩慢且不便的旅程。羅伯特·約翰遜和修咸頓議會議員阿貝爾·勞斯·多丁提出了一項早期的鐵路提案。 1830 年 10 月 23 日發布的招股說明書支持了這些提議。
1831 年 2 月 26 日，有意興建鐵路的各方召開私人會議，任命了一個調查委員會，並投票決定支付 400 英鎊作為初始費用，同時確保弗朗西斯·賈爾斯 (Francis Giles) 擔任工程師。 幾家公司提議在倫敦和修咸頓周圍的南海岸建立一條更快、更可靠的重型貨物運輸線路，除了運送商品和乘客外，新線可以在發生戰爭時為彈藥和軍事人員提供一條路線。當時，修咸頓比附近的朴茨茅斯港小，但朴茨茅斯港口因海軍行動而已完全發展，修咸頓因為其發展空間較大而成為新鐵路的優先目的地。
1831 年 4 月 6 日，修咸頓、倫敦及支線鐵路及碼頭公司成立，並發布了招股說明書，該公司的資本為 150 萬英鎊。新線路計劃連接修咸頓和倫敦，並打算設一條支線自貝辛斯托克經紐伯里、亨格福德、迪韋齊斯和巴斯前往布里斯托。該公司還將改善修咸頓的碼頭。工程師弗朗西斯·吉爾斯被聘請來設計這條路線。路線通車後，預計沿線居民可以更便宜的價格購得煤炭，而修咸頓碼頭的客運量和產品和材料進口價格都會下降。同年，貝辛斯托克運河公司建議在 1794 年建造的貝辛斯托克運河和伊欽航道（Itchen Navigation）之間建造一條運河。該建議被當時鐵路計劃工作人員拒絕，運河公司同意不反對鐵路。
吉爾斯繼續進行詳細調查，但董事們被說服將授權法案的提交推遲到 1833 年，可能是為了觀察倫敦和伯明翰鐵路法案能否在 1832 年獲國會通過。威廉斯認為，這次延誤使倫敦和伯明翰鐵路成為倫敦以外的第一條主線鐵路，也使大西部鐵路更易實施。
吉爾斯於 1833 年重新進行了勘察，修改了一些收入估計，招股說明書現在提議資本為 100 萬英鎊，碼頭開發則再次與興建鐵路的計劃分開。該法案於 1834 年 7 月 25 日獲得御准。方案沒有列明鐵路軌距。這條路線經過巴特西、旺茲沃思、溫布頓、瑟比頓、沃金、貝辛斯托克和溫徹斯特，最後到達修咸頓海岸。由於商業論證認為鐵路會損害泰晤士河畔金斯頓鎮對驛站馬車的重要性，再加上在該鎮東邊的山丘鑽一條隧道的成本很高，該線被迫繞過該鎮。修咸頓、倫敦及支線鐵路及碼頭公司更名為倫敦和修咸頓鐵路公司，因此該線亦改稱倫敦和修咸頓鐵路。當時通往布里斯托的支線並未與主線同步獲國會通過。

### 無法落成的布里斯托支線
實際上，為了讓貝辛斯托克成為經紐伯里前往巴斯和布里斯托的支線出發點，沃金至修咸頓的一段路線採用了較北、穿過貝辛斯托克（當時是一個農業集鎮）的走線，因此倫敦和修咸頓鐵路錯過了吉爾福德、法納姆和奧爾頓等本來可以增加鐵路早期收入的城鎮。該支線得到了相當多的支持，支持聲音甚至來自愛爾蘭南部。興建支線的法案於 1835 年呈上國會。
不過，大西部鐵路公司也在同年就其倫敦至布里斯托線路的提案呈上國會，兩項方案是直接對立的。雙方都激烈批評對方的計劃，並傳喚了許多專家證人。大西部鐵路公司確保了其贊助者能夠獲得一條更直接的通往布里斯托的路線，特別是伯克郡和威爾特郡具影響力的土地所有者。 委員會階段持續了 46 天，最終議會批准了大西部鐵路的計劃，並於 1835 年 8 月 31 日獲得御准，貝辛斯托克至布里斯托的支線因此無法建成。
在國會之爭期間，兩家公司之間產生了相當大的激烈敵意，麥克德莫特（MacDermot）從大西部鐵路公司的角度撰寫文章時稱：「從此倫敦和修咸頓鐵路公司就對其偉大鄰居（即大西部鐵路公司）充滿長期而激烈的敵意。 在整個 19 世紀，該兩間鐵路公司經常在服務目的地方面相互競爭，並經常尋求並獲得許可在對方的預期“領土”內修建鐵路。

### 工程進度
倫敦和修咸頓鐵路的建造工程於 1834 年 10 月 6 日於吉爾斯監督下展開。他僱用了一些小承包商同時工作，由鐵路公司提供材料。承包商首先完成了工作中較容易的部分，然後對較困難的部分要求更高的價格。吉爾斯因這一原因而導致工程進展緩慢，並且嚴重低估了整體建設成本，因此受到嚴厲批評。他管理著眾多的小承包商的同時，還擔任修咸頓碼頭法案的工程師，並需要在畢肖普斯托克（Bishopstoke）至朴茨茅斯沿線進行測量。由於對進度的不滿，蘭開夏郡的股東成立了委員會並進行檢查。在討論過程中，委員會發現，不僅成本超出了最初的估算，而且吉爾斯提交的成本和潛在收入的修訂估算也不可靠。董事們希望額外籌集 50 萬英鎊，但蘭開夏郡的股東顯然不會同意吉爾斯繼續留任的情況。吉爾斯被邀請辭職，他的辭職於 1837 年 1 月 13 日生效。 此後，約瑟夫·洛克（Joseph Locke）被任命為工程師。
倫敦和修咸頓鐵路公司的董事們迫切需要消除對公司收入的疑慮，並要求三名熟悉流量估算的人提交預測。其中之一是威廉·詹姆斯·卓別林，他擁有廣泛的公路客車業務。他的預測特別受青睞，因此董事們於 1837 年 4 月 26 日任命了他。 公司顯然需要更多的資金才能完成這條線路——吉爾斯最初的估計為100 萬英鎊，包括應急準備金，但更新後的估計為 150 萬英鎊。 1837 年 6 月 30 日，雖然吉爾斯提出了不受歡迎的反對，國會通過鐵路公司透過現在所謂的配股方式增加資本的法案。該法案也授權對路線進行一些局部調整，從而減少了必要的土方工程，並用與原路線偏離八英里的切口取代了原本擬建於貝辛斯托克以南的一段隧道。
洛克取代了旺茲沃斯至韋河航道路段的小承包商，並改為聘用曾在利物浦和曼徹斯特鐵路以及大交匯鐵路上成功工作過的土木工程承包商和建築材料製造商托馬斯·布拉西（Thomas Brassey）。在更西的部分，他要求承包商自己提供材料。在洛克的監督下，工作進展得更可靠和迅速。

### 首段鐵路通車

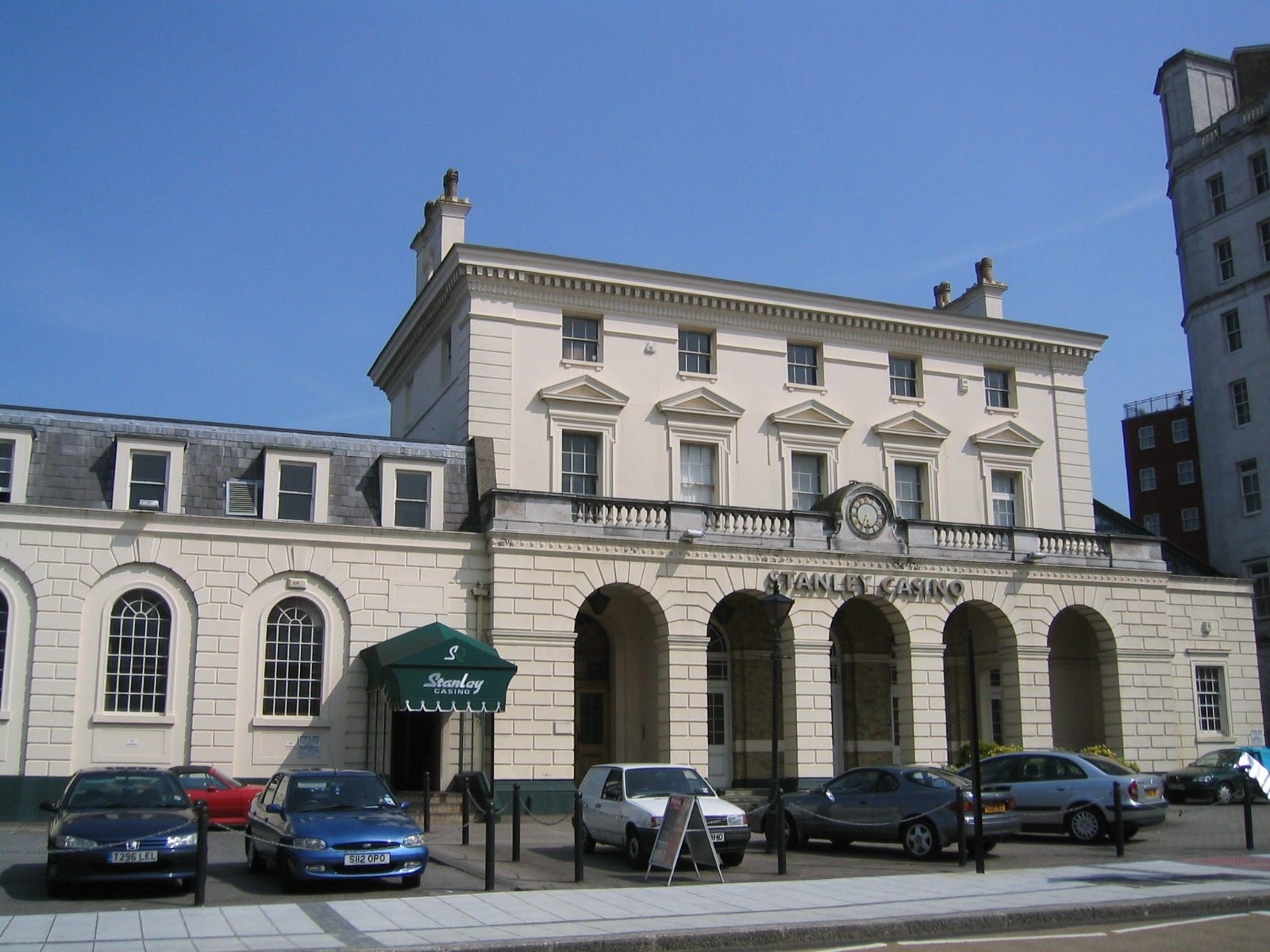
1839年啟用的修咸頓諾森路站（臨時站），於1923年改稱修咸頓總站，最終於1966年關閉停用，車站建築現已改為賭場

1838 年 5 月 12 日，倫敦和修咸頓鐵路公司一群董事和相關人員乘列車從倫敦九榆樹站（鄰近現九榆樹站）沿新鐵路前往沃金公地站（即今沃金站）。九榆樹至沃金公地段於 1838 年 5 月 21 日在「沒有任何特殊演示」的情況下向乘客開放，每天各方向有 5 趟客運列車，週日有 4 趟。 該段鐵路全長 23 英哩，全程票價為 5 先令（一等座）及 3 先令 6 便士（二等座），車程為 57 分鐘。沃金站啟用時只有一個月台。
新鐵路上的蒸汽列車均使用焦炭而非煤炭。焦炭被認為排放的煙霧較少，因此鐵路公司在九榆樹生產自己的焦炭。
由於葉森打吡大賽會在鐵路開始營運後的第二週舉行，鐵路公司宣布有意在打吡日運行 8 列前往金斯頓的列車。當天早上，車站門口聚集了約 5,000 人。幾列火車已經開出，但人群仍在增加，直到最後車門被從鉸鏈上扯下來，在部分女性的尖叫聲中，暴民衝破了售票櫃檯，跳出了窗戶，侵入了月台並衝進一列私人包租的火車。火車站職員發現抵抗毫無用處，於是派人聯絡倫敦警察廳，並在十二點鐘在售票處窗口張貼通知，宣布當天不再有火車運行。
鐵路營運的頭 12 週總共運載了 93,795 名乘客，收入總計 11,059 英鎊 12先令 3便士；現階段新鐵路尚未運載任何貨物。營運開支約佔收入的 59%，遠高於預期。
倫敦和修咸頓鐵路的其餘部分在接下來的兩年逐步開通：
- 沃金到溫奇菲爾德（Winchfield）：1838 年 9 月 24 日，該段開通時曾將大部分來自西南及西英格蘭的客車導向溫奇菲爾德的臨時總站[4]
- 溫奇菲爾德至貝辛斯托克：1839 年 6 月 10 日
- 溫徹斯特至修咸頓諾森路（臨時站）：1839 年 6 月 10 日

最後的路段，即從貝辛斯托克到溫徹斯特的困難路段（就工程建設而言），以及修咸頓諾森路（臨時站）到修咸頓總站的一小段延伸線，於 1840 年 5 月11 日開通。全線通車後，一列運送公司董事的列車從九榆樹出發，並於三小時後抵達修咸頓。
倫敦和修咸頓鐵路的總建造成本超過了最初的估計； 1832年1月公佈的預算為1,033,414英鎊，但1836年11月修訂所產生的財務重組則以1,507,753英鎊為總數；最終實際總開支略高於這個數字，為 1,551,914 英鎊：
| 預備建造鐵路的法案之相關成本           | 41,965英鎊 14先令          |
| 土地和補償、法律費用、估價、測量等費用 | 293,042英鎊 4先令 1便士    |
| 九榆樹的物業徵收                       | 7,461英鎊 14先令 6便士     |
| 鐵路建設                               | 1,176,556英鎊 12先令 9便士 |
| 測量與工程                             | 32,887英鎊 6先令 3便士     |
| 總數                                   | 1,551,913英鎊 11先令 7便士 |

### 朴茨茅斯支線和鐵路更名
新鐵路建設時，朴茨茅斯利益集團要求倫敦和修咸頓鐵路公司推廣一條支線為其城市提供服務，並得到鐵路公司同意。該支線將從畢夏普斯托克（伊斯特利）經費勒姆到達朴茨茅斯。然而，朴茨茅斯市民認為修咸頓是一個競爭對手港口，若通往朴茨茅斯的新鐵路僅將作為支線，通往倫敦的路線就會變得迂迴，從而扼殺了新鐵路的前景。1839 年，興建朴茨茅斯支線的法案在國會遭到否決。由於朴茨茅斯將修咸頓視為競爭對手，「倫敦和修咸頓鐵路」的名稱令人反感，為了克服這一困難，鐵路公司決定將其名稱更改為倫敦和西南鐵路。隨後，支線法案在國會獲得通過，並根據同一法案第 2 條批准了更名，並於 1839 年 6 月 4 日生效。該支線將從畢夏普斯托克（後來的伊斯特利）開往戈斯波特，戈斯波特則會提供前往朴茨茅斯的渡輪連接。

### 九榆樹至滑鐵盧段通車

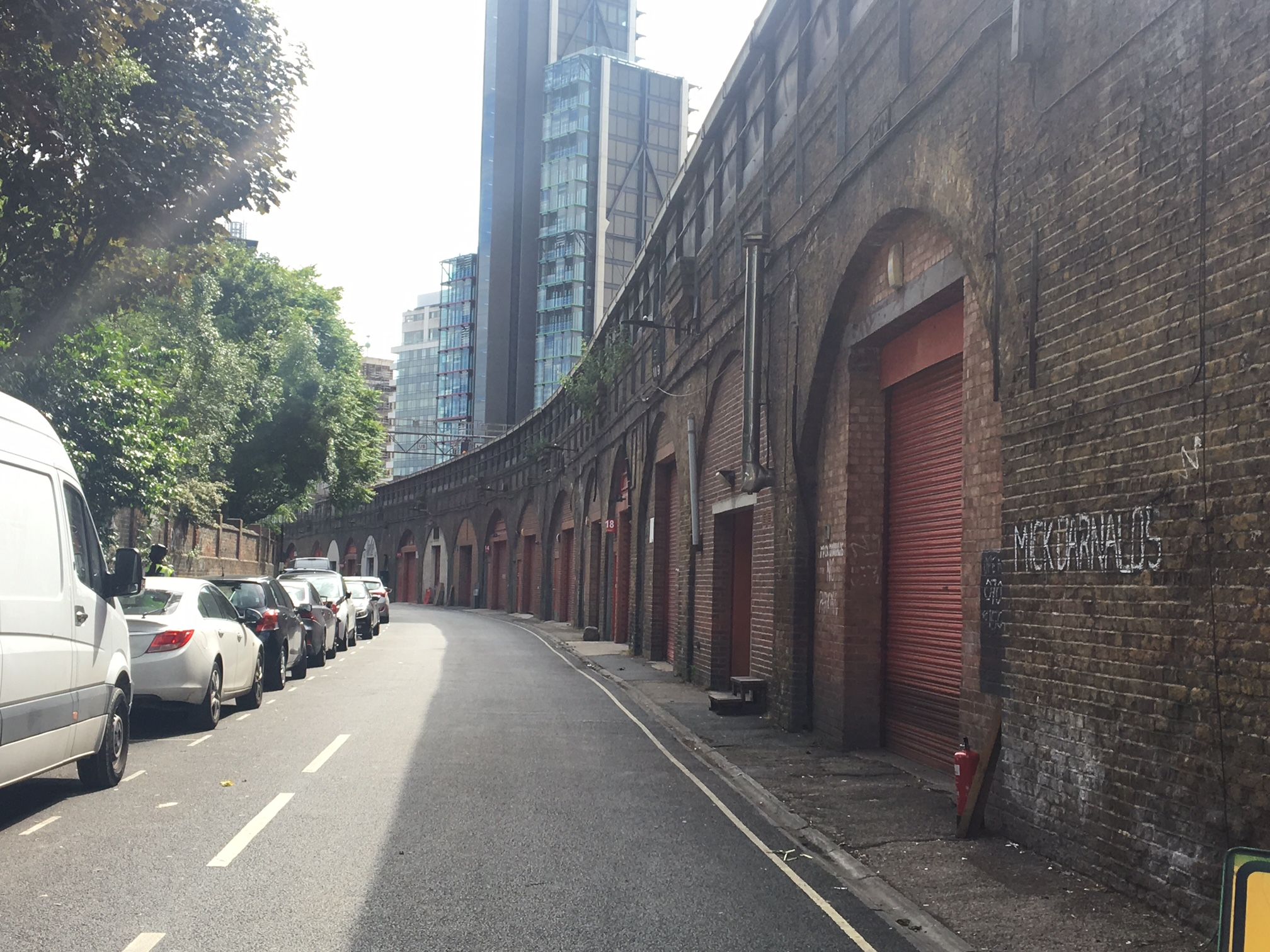
九榆樹至滑鐵盧高架橋

由於九榆樹車站在開通時位於倫敦已發展地區的西南邊緣，不便貨物和乘客進入倫敦市中心。當時乘客需要透過陸路或乘坐的蒸汽船（通往沃克斯霍爾和倫敦橋之間各航點）以進入倫敦市中心。國會於 1845 年 7 月 31 日通過允許倫敦和西南鐵路以四線從九榆樹延伸至滑鐵盧（時稱滑鐵盧橋站）的法案，並於 1847 年通過將鐵路擴至六線的附屬法案。
1848 年 7 月 11 日，倫敦和西南鐵路都會延伸線（長達3.2公里的九榆樹至滑鐵盧高架橋）通車。九榆樹車站因此結束客運業務，該站的鄰近位置則繼續供倫敦和西南鐵路用作機廠，直至該廠於1909年搬遷至伊斯特利為止。該站的貨運業務則於 1968 年 7 月 29 日結束。

### 修咸頓和多切斯特鐵路

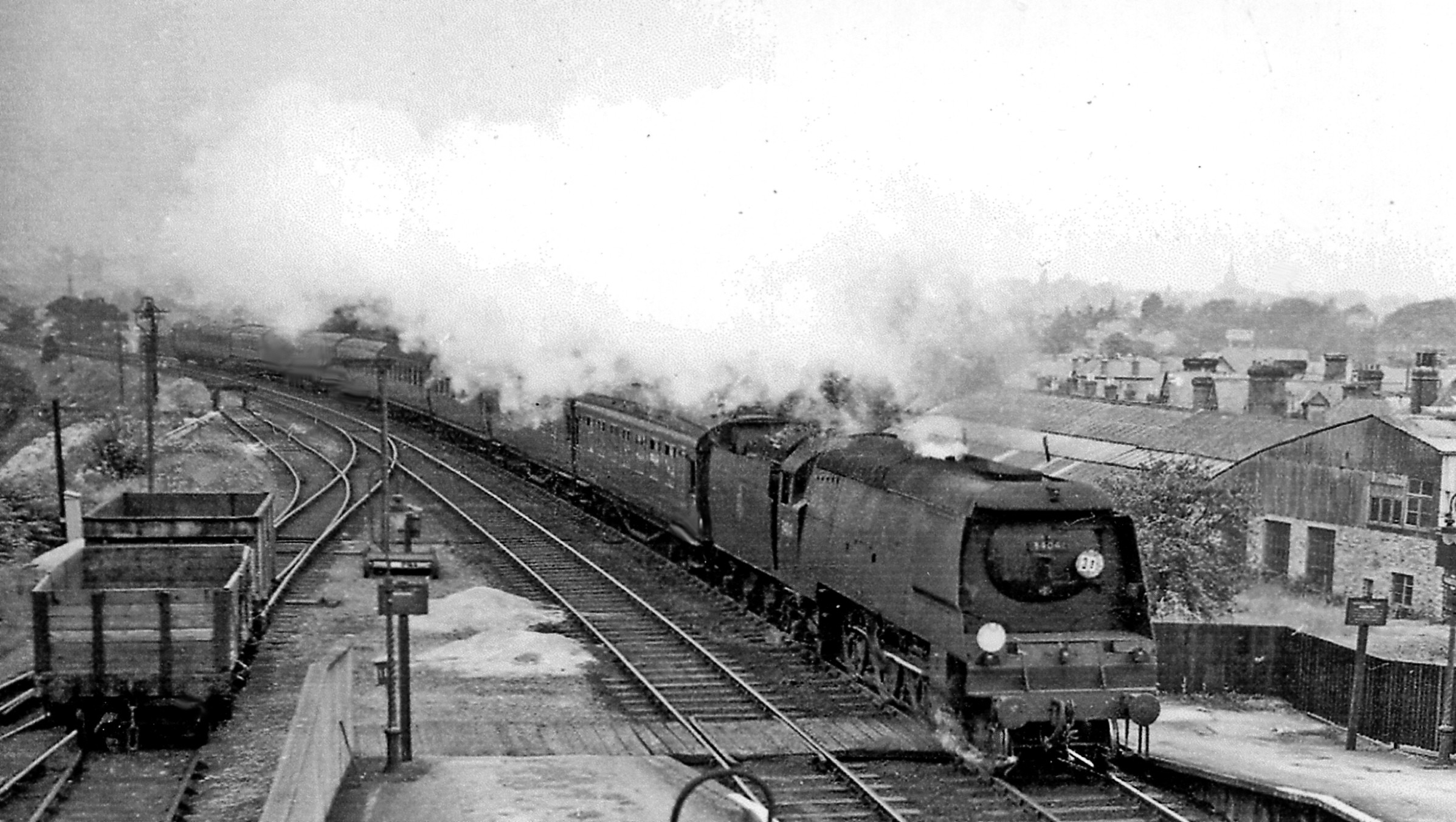
1958年於西南主線上行走的多切斯特 - 滑鐵盧快速列車

倫敦和西南鐵路公司曾希望將其網絡向西擴展到埃克塞特，但很早就因大西部鐵路及其盟友布里斯托爾和埃克塞特鐵路公司成功把鐵路延伸至當地而受挫。倫敦和西南鐵路公司早在 1836 年就提出了將其鐵路西延的建議，但直到 1847 年，該公司的畢肖普斯托克（伊斯特利）至梳士巴利線才得以通車，使梳士巴利得以連接到其網絡中。若要從修咸頓以西的海岸地區前往倫敦，使用該支線是十分迂迴。
此前在 1844 年，溫伯恩明斯特的著名律師查爾斯·卡素曼（Charles Castleman）獨立提出了一條從修咸頓經靈伍德到多切斯特的西向路線，並可能從多切斯特經布里德波特到埃克塞特。卡素曼費盡心思確保他的計劃可行且有價值。卡素曼成立的委員會任命了經驗豐富的鐵路工程師威廉·穆爾瑟姆（William Moorsam）上尉來勘測上述路線。
穆爾瑟姆於 1844 年 7 月 18 日提交了報告；他的路線將從修咸頓出發，穿過靈伍德和溫伯恩明斯特，然後向南轉向普爾，再向西轉向韋勒姆和多切斯特。該線遠非直接、彎彎曲曲，後來更贏得了“開瓶器”的綽號，但穆爾瑟姆相信，該線比途經普爾周圍未開發荒地的直接線路更便宜，並且途中服務於更多的定居點。韋茅斯的利益相關者對該線（暫時）在多切斯特終結感到沮喪；他們預計來往英格蘭和海峽群島的郵遞運輸（信件和海上運輸官方文件）將會由韋茅斯轉移到修咸頓。穆爾瑟姆說，由於多切斯特至韋茅斯地形崎嶇，將鐵路延伸至韋茅斯的費用昂貴。他曾考慮於該段使用空氣動力鐵路技街，但沒有再進一步設計。
在 1844 年 7 月 19 日的一次公開會議上，穆爾瑟姆提議的路線被接受，韋茅斯的要求通過一份鐵路最終會到達當地的意向聲明而暫時得到滿足，並且可能將該線路重新命名為修咸頓和多塞特郡鐵路；更名並沒有持續太久。
卡素曼意識到他需要一家更大公司的支持，而倫敦和西南鐵路公司是顯而易見的選擇，因為它可以令倫敦來往修咸頓的列車服務延伸至多切斯特，並使鐵路進一步擴展到埃克塞特。他向該公司提出了這個想法，但遭到拒絕。顯然，鐵路公司希望集中精力爭取通過梳士巴利到達埃克塞特，並且暗示該條路線將可以延伸出通往多塞特郡的分支。在隨後的爭議中，卡素曼的路線被稱為通往埃克塞特的沿海路線，而途經梳士巴利的路線被稱為中央路線。卡素曼意識到兩條路線都不太可能建成，他向鐵路公司施壓，要求其承諾不開發中央路線；但鐵路公司再次拒絕了他並拒絕進一步討論。
卡素曼現在採取了大膽的策略：他在 1844 年 7 月 30 日的一封信中，將他的線路提供給倫敦和西南鐵路公司的競爭對手大西部鐵路公司，並在信中透露倫敦和西南鐵路公司計劃通過梳士巴利把鐵路延伸向多塞特郡，指這會使鐵路運輸由大西部鐵路轉移至倫敦和西南鐵路。
他接著建議大西部鐵路以寬軌（當時其鐵路網均使用寬軌、倫敦和西南鐵路則使用標準軌）建造他的沿海路線，使該公司的鐵路網得以擴展至英格蘭南部海岸大片地區。大西部鐵路同意討論此事，幾週後，他們簽署了未來線路的租約。
在其早期存在期間，倫敦和西南鐵路公司一直在努力確保自己的鐵路在其服務的地區屬於主導或壟斷，而建造新線路的法案所指定的軌距就決定了該線將落入哪家公司的鐵路網 （確保新線路按照鐵路公司首選軌距建造的競爭性戰鬥被稱為「軌距戰爭」。）
由於倫敦和西南鐵路公司一直認為修咸頓是自身鐵路網的核心，因此它聽見大西部鐵路正計劃把寬軌列車引入修咸頓碼頭後，感到非常震驚，並立即推出其中央路線作競爭計劃，經爾茲伯里到達多切斯特，而該計劃尚未獲國會通過。多切斯特社區的意見在很大程度上支持大西部鐵路的提議，認為倫敦和西南鐵路具有阻礙性策略，並歡迎大西部鐵路（及其結盟公司）為倫敦和西南鐵路公司主導的地區帶來競爭。此外，韋茅斯將透過多切斯特和同樣計劃以寬軌建成的威爾特、森麻實和韋茅斯鐵路連接至大西部主線；沿海路線的另一好處是當法國向英國發動攻擊時，該線有助政府調動防禦部隊。但大西部鐵路興建該線的主要缺點是，來往多塞特郡和倫敦的乘客和貨物會在修咸頓出現軌距中斷。

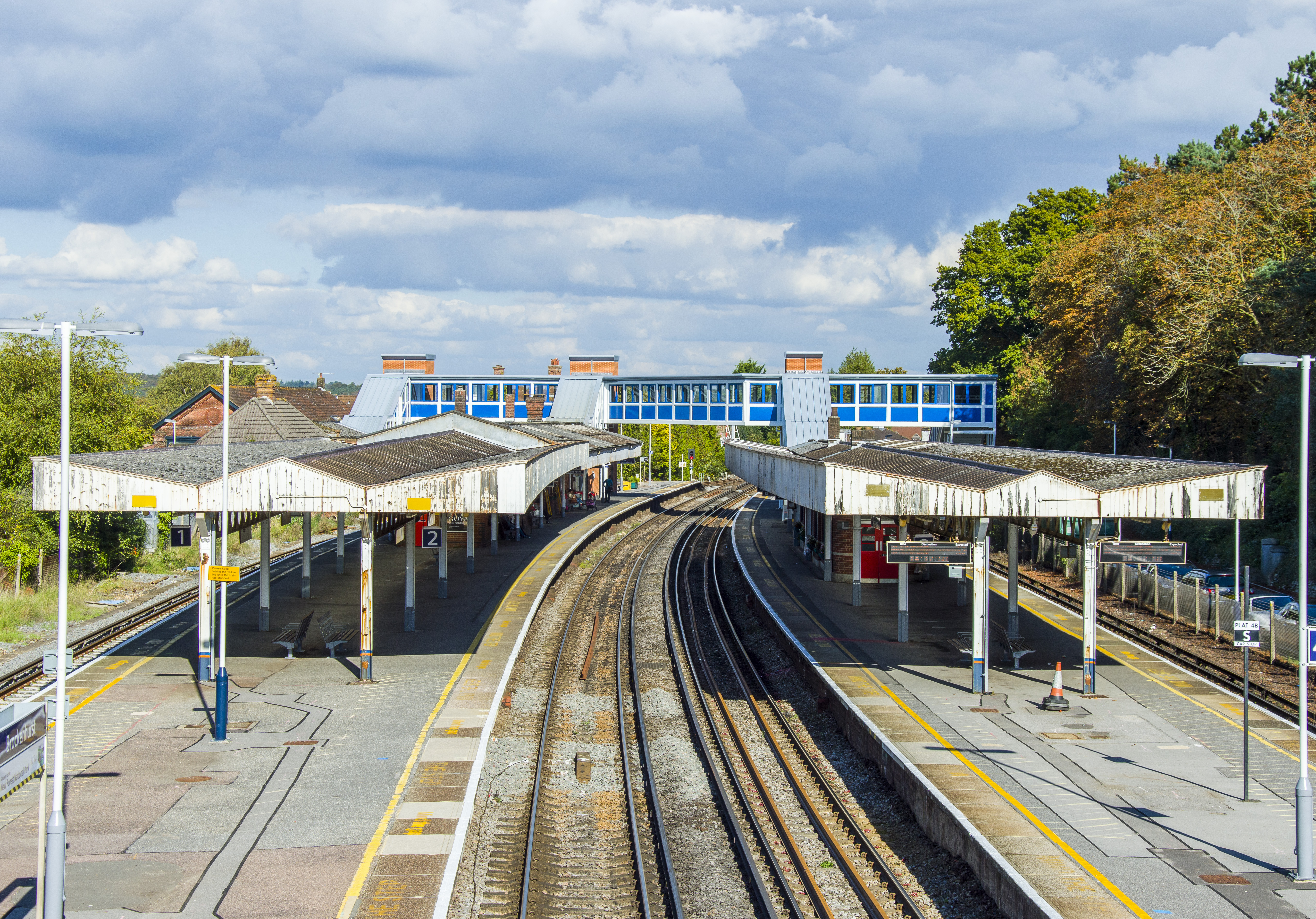
布羅肯赫斯特站，於1847年6月1日啟用，是利明頓支線的分歧站

1845年，大西部鐵路公司將興建修咸頓和多切斯特鐵路（即沿海路線）以及威爾特、森麻實和韋茅斯鐵路的法案呈上英國國會。國會的鐵路委員會支持興建沿海路線、反對中央路線，但認為沿海路線應該轉租給倫敦和西南鐵路公司，而非大西部鐵路公司。時任鐵路委員會主席第一代達爾豪斯侯爵詹姆斯·布朗-拉姆齊鼓勵兩間鐵路公司、卡素曼達成協議，大西部鐵路同意將修咸頓和多切斯特鐵路的租約轉移給倫敦和西南鐵路公司。同年 7 月 21 日，興建修咸頓和多切斯特鐵路的法案大致獲國會通過。於同一年獲通過的威爾特、森麻實和韋茅斯鐵路興建法案亦要求大西部鐵路為該鐵路建設套軌，使倫敦和西南鐵路列車得以前往韋茅斯。與此同時，修咸頓和多切斯特鐵路穿越新森林的一段走線仍需森林委員會審議，而該會並不批准路線途經林德赫斯特（Lyndhurst），使修咸頓和靈伍德之間的走線需修改為先向南前往布羅肯赫斯特（Brockenhurst），然後才向西前進。修改後的走線最終於 1846 年 7 月獲批。
修咸頓和多切斯特鐵路雖然改租予倫敦和西南鐵路公司，但卡素曼及其同事仍擁有興建鐵路的權利。卡素曼認為先興建單線鐵路，然後再其複軌化會比一次過興建雙線鐵路昂貴得多，但倫敦和西南鐵路公司卻並不同意。因此鐵路公司最初只把修咸頓至紅橋（Redbridge）一段建為雙線，其餘路段均為單線。工程完成後，鐵路公司原本預計於 1847 年 6 月 1 日通車，但在當年 5 月 2 日，新落成的修咸頓鐵路隧道出現倒塌，損壞範圍延伸近90米，並延伸至隧道西端附近的地表（倒塌是鐵路隧道穿過舊修咸頓和梳士巴利運河隧道時對周邊土壤造成擾動所引起）。該損壞雖然很快就被修復，但後來於同年 5 月 30 日，該隧道內部牆壁上有一個大的凸起，表明有一段隧道正在下沉。因此，修咸頓和多切斯特鐵路於 6 月 1 日開通時，並沒有直通至倫敦的列車服務，所有列車均以修咸頓為總站。通往下哈姆沃西（普爾對岸）的普爾支線亦同步通車。該段隧道於 1847 年 8 月通車。
後來鐵路公司於 1858 年 9 月 1 日完成紅橋至溫伯恩段的雙軌化工程。在貿易委員會的壓力下，溫伯恩至多切斯特段亦於 1863 年 8 月完成雙軌化。
修咸頓和多切斯特鐵路實際避開了當時還算不上一個村莊的伯恩茅斯，並繞過普爾（普爾支線只抵達普爾鎮對岸）。同名的鐵路公司則於 1848 年 10 月 1 日合併至倫敦和西南鐵路公司。 1857 年 1 月 20 日，威爾特、森麻實和韋茅斯鐵路全線通車，並隨後與修咸頓和多切斯特鐵路相連，使韋茅斯得以成為倫敦和西南鐵路列車的終點站。

### 布羅肯赫斯特至哈姆沃西段

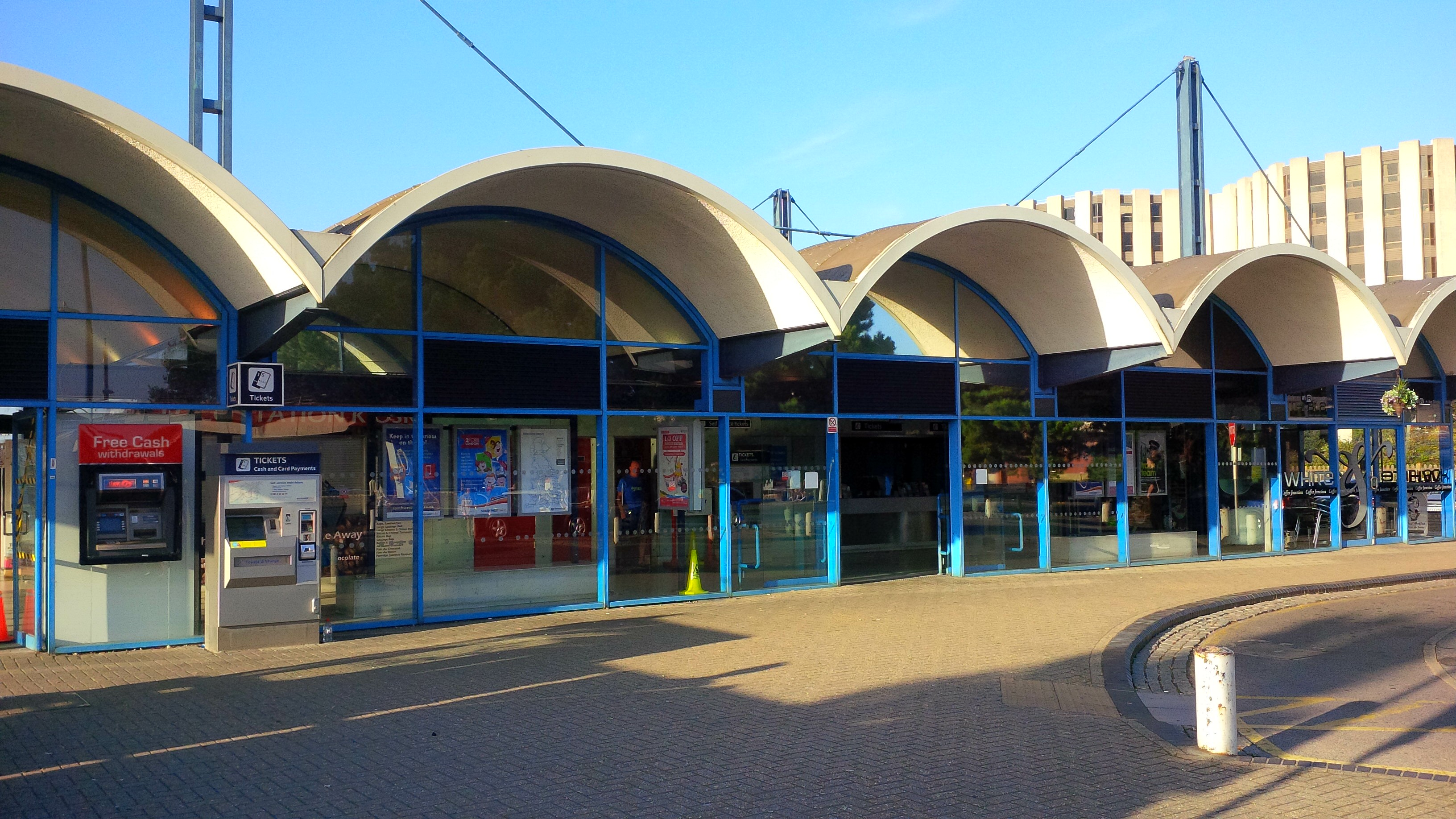
1872年12月2日通車的普爾車站，取代了對岸普爾支線的客運服務

由於伯恩茅斯在修咸頓和多切斯特鐵路落成後的十年間迅速發展為海濱度假勝地，因此當地日益需要鐵路連接。伯恩茅斯的利益相關者主張從克賴斯特徹奇北緣興建一條長達12.5公里的鐵路至靈伍德以西，並建議新鐵路於該處匯入修咸頓和多切斯特鐵路。新鐵路被命名為靈伍德、克賴斯特徹奇和伯恩茅斯鐵路，其興建法案於 1859 年 8 月 8 日獲國會通過。該線於 1862 年 11 月 13 日通車，並於 1870 年 3 月 14 日延伸至伯恩茅斯。雖然新鐵路靈伍德至克賴斯特徹奇段已於 1935 年廢線，但克賴斯特徹奇至伯恩茅斯段則保存至今，成為西南主線的一部分。
1870 年代，倫敦和西南鐵路公司興建了從布羅德斯通（Broadstone）通往普爾市中心的支線，並繼續將支線向東延伸至伯恩茅斯。 1886年至1888年，鐵路公司興建了伯恩茅斯至布羅肯赫斯特鐵路線，還建造了一條橫跨普爾海灣的堤道，將普爾與哈姆沃西連接起來。隨著時間的推移，更筆直、穿過伯恩茅斯和普爾的路線取代了途經靈伍德的原有路線，並成為今日西南主線其中一段鐵路。原有路線（哈姆沃西 - 靈伍德 - 布羅肯赫斯特）最終於 1964 年因比欽大斧而結束客運業務。

### 競爭鐵路及列車服務
1848 年，大西部鐵路在雷丁和貝辛斯托克之間建立了支線鐵路。起初，該支線相當安靜，其終點站與倫敦和西南鐵路在貝辛斯托克的主線車站分開。然而，當大西部鐵路公司改採標準軌距時，雷丁-貝辛斯托克線與西南主線之間建立了一條連接線。後來這條線被用於從修咸頓經牛津到中部地區的貨運路線。森麻實和多塞特聯合鐵路於 1966 年關閉後，來往伯恩茅斯和中部地區的長途列車服務亦開始使用雷丁-貝辛斯托克線。
迪德科特、紐伯里和修咸頓鐵路於1873年獲准建設，但因為缺乏資金，負責建造工程的鐵路公司於1878年瀕臨被廢棄的邊緣。在第四代卡那封伯爵亨利·赫伯特的努力下，該鐵路最終於 1891 年 10 月 1 日全線通車。倫敦和西南鐵路公司在與該公司的談判中，允許其列車使用溫徹斯特以南的西南主線。該鐵路後來在第二次世界大戰期間變得具有重要的戰略意義，當時大量的彈藥和部隊透過該線和西南主線被運送到英格蘭南部海岸的港口，特別是在諾曼第登陸的準備過程中。雖然如此，該鐵路從未承載大量乘客，戰後交通量的下降導致 它於 1960 至 1964 年間分階段關閉。

## 基建

### 軌道

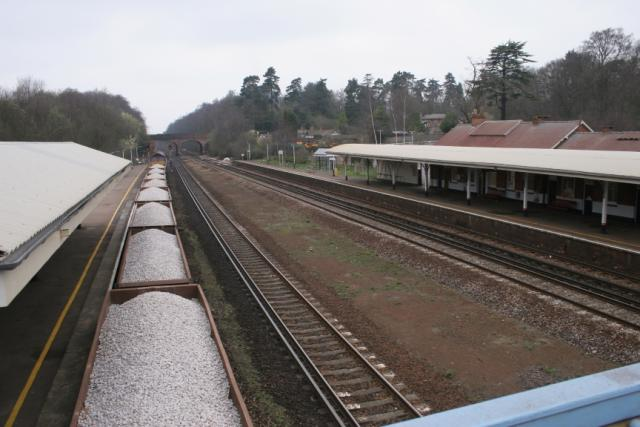
在溫奇菲爾德站，西南主線兩條內側軌道之間就是該站島式月台被拆除前的所在位置

西南主線在倫敦滑鐵盧和克拉珀姆交匯處之間有八條軌道，該段大部分均在九榆樹至滑鐵盧高架橋上。主線穿過查塔姆主線下方時，布萊頓主線亦在其南側並行。在克拉珀姆交匯處，其中一些軌道匯入滑鐵盧至雷丁線，使西南主線軌道減少至 4 條。布萊頓主線也有 4 條軌道，並在離開交匯處後不久與西南主線分開。
從克拉珀姆交匯處到溫布頓以北，東側一對軌道為慢線，西側為快線。在溫布頓以北，當地有一個天橋將北行慢線轉移到快線上。由當地至貝辛斯托克以西的交會處，內側軌道為快線，外側軌道為慢線。該路段上的許多車站都有島式月台，但後來都被拆除了。雖然如此，在溫奇菲爾德等車站，內側兩條軌道之間仍留有很大的間隙。新莫爾登、伊舍（Esher）和泰晤士河畔沃爾頓站的島式月台仍然存在，但已被封閉並不再使用。
從貝辛斯托克以西的交會處到溫徹斯特，西南主線一直為雙軌，但在通過肖福德（Shawford）站時擴展到三條軌道。從該站到伊斯特利，西南主線有 4 條軌道。經錢德勒福特前往羅姆西的伊斯特利 - 羅姆西線於伊斯特利站向西北分歧，費勒姆線則自該站向東南分歧。此後西南主線恢復雙軌，直至該線與西部海岸線的交匯站聖丹尼斯（St Denys）。
在修咸頓諾森（Northam），有一支線向南延伸，通往修咸頓南部的碼頭。該支線原本亦通往倫敦和修咸頓鐵路最初的南端總站：修咸頓諾森路站。西南主線則於諾森轉向西邊，並在穿過一條隧道後抵達修咸頓中央車站。
該線在通往韋茅斯的大部分路程中仍然是雙線，但莫頓（Moreton）和多切斯特南之間有一段單線路段，該段鐵路限制了運力。

### 電氣化
西南主線由倫敦到沃金的路段已於第二次世界大戰前由倫敦和西南鐵路公司及其繼承者南部鐵路公司完成電氣化。英國鐵路於 1967 年完成沃金至伯恩茅斯 / 伯恩茅斯車輛基地段的電氣化工程；並於 1988 年將電氣化路段延伸至韋茅斯。
現時西南主線上營運的列車型號為英國鐵路444型和英國鐵路450型。

## 服務
本線大部分客運服務目前由西南鐵路公司營運。英國縱貫鐵路、大西部鐵路和南方鐵路也有使用此線的部分路段營運列車服務。

### 西南鐵路
主要在該線運行的區間 / 城際西南鐵路列車服務包括:
| 路線                                   | 途經的西南主線路段      | 平日非繁忙時間班次（每小時；單向） | 註解                                        |
| -------------------------------------- | ----------------------- | ---------------------------------- | ------------------------------------------- |
| 倫敦滑鐵盧 - 沃金                      | 倫敦滑鐵盧 - 沃金       | 2                                  | 區間 / 通勤列車                             |
| 倫敦滑鐵盧 - 貝辛斯托克                | 倫敦滑鐵盧 - 貝辛斯托克 | 2                                  | 半快速列車 （倫敦至沃金段只停靠部分車站）   |
| 倫敦滑鐵盧 - 朴茨茅斯港 （經溫徹斯特） | 倫敦滑鐵盧 - 伊斯特利   | 1                                  | 城際列車 （倫敦至貝辛斯托克段只停主要車站） |
| 溫徹斯特 （及修咸頓中央） - 伯恩茅斯   | 溫徹斯特 - 伯恩茅斯     | 1                                  | 區間列車                                    |
| 倫敦滑鐵盧 - 普爾                      | 倫敦滑鐵盧 - 普爾       | 1                                  | 城際列車 （倫敦至修咸頓段只停主要車站）     |
| 倫敦滑鐵盧 - 韋茅斯                    | 倫敦滑鐵盧 - 韋茅斯     | 1                                  | 城際列車 （倫敦至修咸頓段只停主要車站）     |
| 羅姆西 - 梳士巴利                      | 伊斯特利 - 紅橋         | 1                                  | 區間列車                                    |

西南鐵路部分區間 / 通勤列車服務亦有途經本線：
| 路線                                 | 途經的西南主線路段                   | 平日非繁忙時間班次（每小時；單向） | 服務的西南主線車站                                                                              |
| ------------------------------------ | ------------------------------------ | ---------------------------------- | ----------------------------------------------------------------------------------------------- |
| 倫敦滑鐵盧 - 倫敦滑鐵盧 （經金斯頓） | 倫敦滑鐵盧 - 新莫爾登                | 2                                  | 沃克斯霍爾、克拉珀姆交匯、厄爾斯菲爾德（Earlsfield）、溫布頓、雷恩公園（Raynes Park）、新莫爾登 |
| 倫敦滑鐵盧 - 奧爾頓                  | 倫敦滑鐵盧 - 布魯克伍德（Brookwood） | 2                                  | 克拉珀姆交匯、瑟比頓、西拜夫利特（West Byfleet）、沃金、布魯克伍德                              |
| 朴茨茅斯及南海 - 修咸頓中央          | 聖丹尼斯 - 修咸頓中央                | 1                                  | 聖丹尼斯、修咸頓中央                                                                            |

此外，以倫敦滑鐵盧為起訖站、經朴茨茅斯直達線或西英格蘭主線的西南鐵路城際列車均會使用西南主線倫敦滑鐵盧至沃金段：
| 路線                                   | 途經西南主線的路段      | 平日非繁忙時間班次（每小時；單向） | 服務的西南主線車站             |
| -------------------------------------- | ----------------------- | ---------------------------------- | ------------------------------ |
| 倫敦滑鐵盧 - 黑斯爾米爾                | 倫敦滑鐵盧 - 沃金       | １                                 | 克拉珀姆交匯、沃金             |
| 倫敦滑鐵盧 - 朴茨茅斯港 （經吉爾福德） | 倫敦滑鐵盧 - 沃金       | ２                                 | 沃金                           |
| 倫敦滑鐵盧 - 梳士巴利                  | 倫敦滑鐵盧 - 貝辛斯托克 | 1                                  | 沃金、貝辛斯托克               |
| 倫敦滑鐵盧 - 埃克塞特聖戴維斯          | 倫敦滑鐵盧 - 貝辛斯托克 | 1                                  | 克拉珀姆交匯、沃金、貝辛斯托克 |

### 其他鐵路公司
此外，英國縱貫鐵路、大西部鐵路和南方鐵路也使用此線的部分路段營運列車服務，三者於西南主線營運的列車均會服務修咸頓中央車站。
| 鐵路服務公司 | 路線                        | 途經西南主線的路段    | 平日非繁忙時間班次（每小時；單向） | 註解                                                             |
| ------------ | --------------------------- | --------------------- | ---------------------------------- | ---------------------------------------------------------------- |
| 縱貫鐵路     | 伯恩茅斯 - 曼徹斯特皮卡迪利 | 伯恩茅斯 - 貝辛斯托克 | 1                                  | 每日只有兩班列車會以伯恩茅斯為總站，其餘班次均以修咸頓中央為總站 |
| 大西部鐵路   | 卡地夫中央 - 朴次茅斯港     | 紅橋 - 聖丹尼斯       | 1                                  |                                                                  |
| 南方鐵路     | 布萊頓 - 修咸頓中央         | 聖丹尼斯 - 修咸頓中央 | 2                                  |                                                                  |

其中縱貫鐵路的上述列車服務在貝辛斯托克離開西南主線後，會經雷丁-貝辛斯托克線前往雷丁。

## 未來發展
2011 年 7 月，英國鐵路網公司在其倫敦和東南路線利用戰略(RUS) 中建議在克拉珀姆交匯站和瑟比頓之間的四軌線路中央新增第五條軌道，這被認為在現有的可利用土地範圍內是可行的，且被視為提供更大的路線容量的最切實可行的方式。新增的軌道將使高峰時段最多可增開 8 列火車。該計劃還需要將現有軌道修正成更靈活的軌道運用(如道岔移位)，並修改溫莎線軌道系統以允許主線列車在本線上使用。在RUS中被認為是不可行的其他選項包括利用雙層列車營運本線、在沃金建造立體交匯路段以提升列車速度、以及引入 12 至 16 節車廂的列車。

## 沿途車站相片

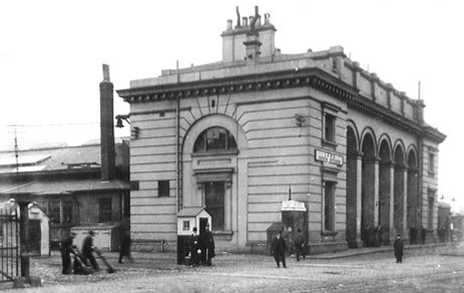
1905年時的倫敦九榆樹總站，由於滑鐵盧車站當時已啟用，該站已停止客運服務，並轉型為純貨運站
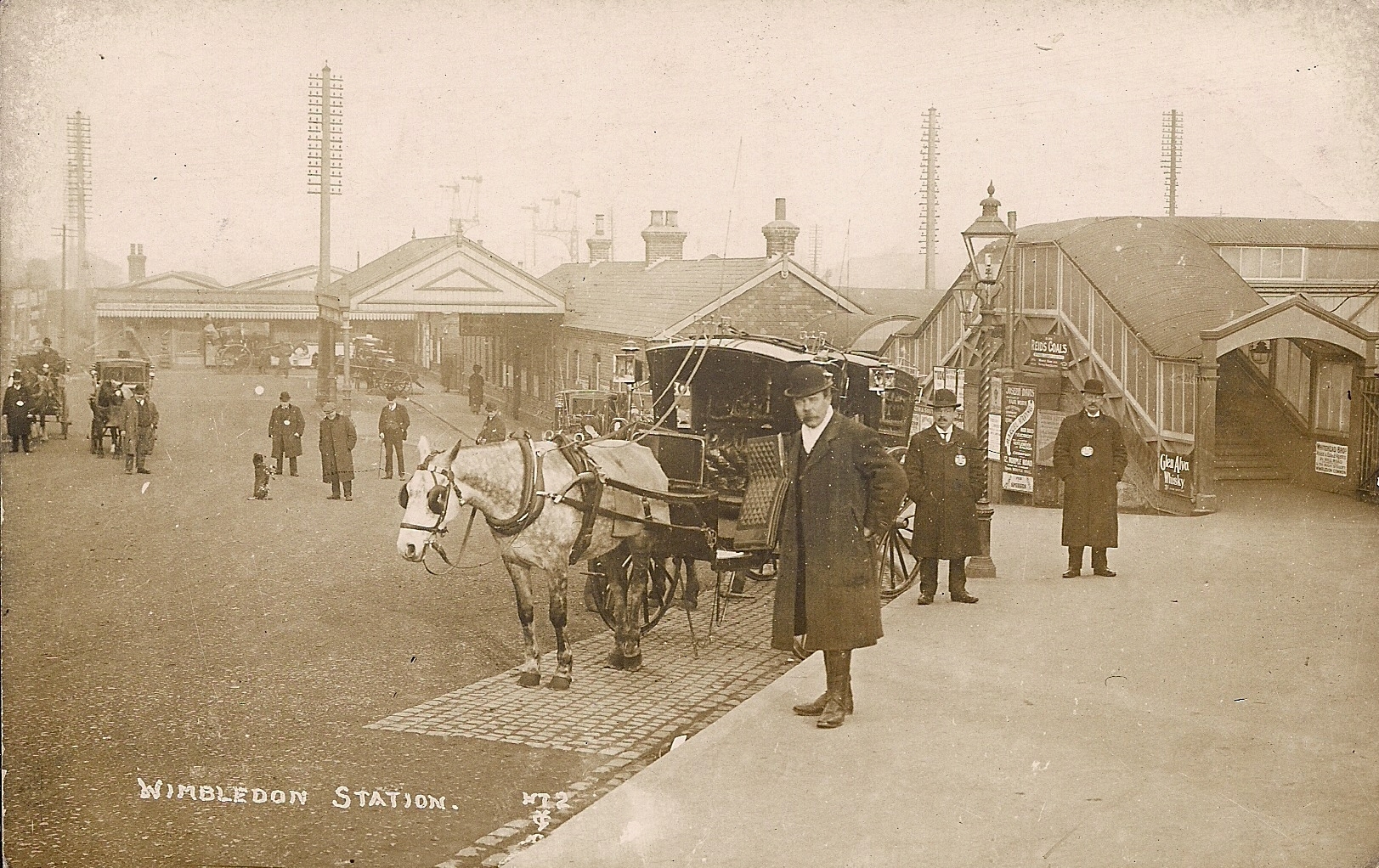
1917年時的溫布頓站
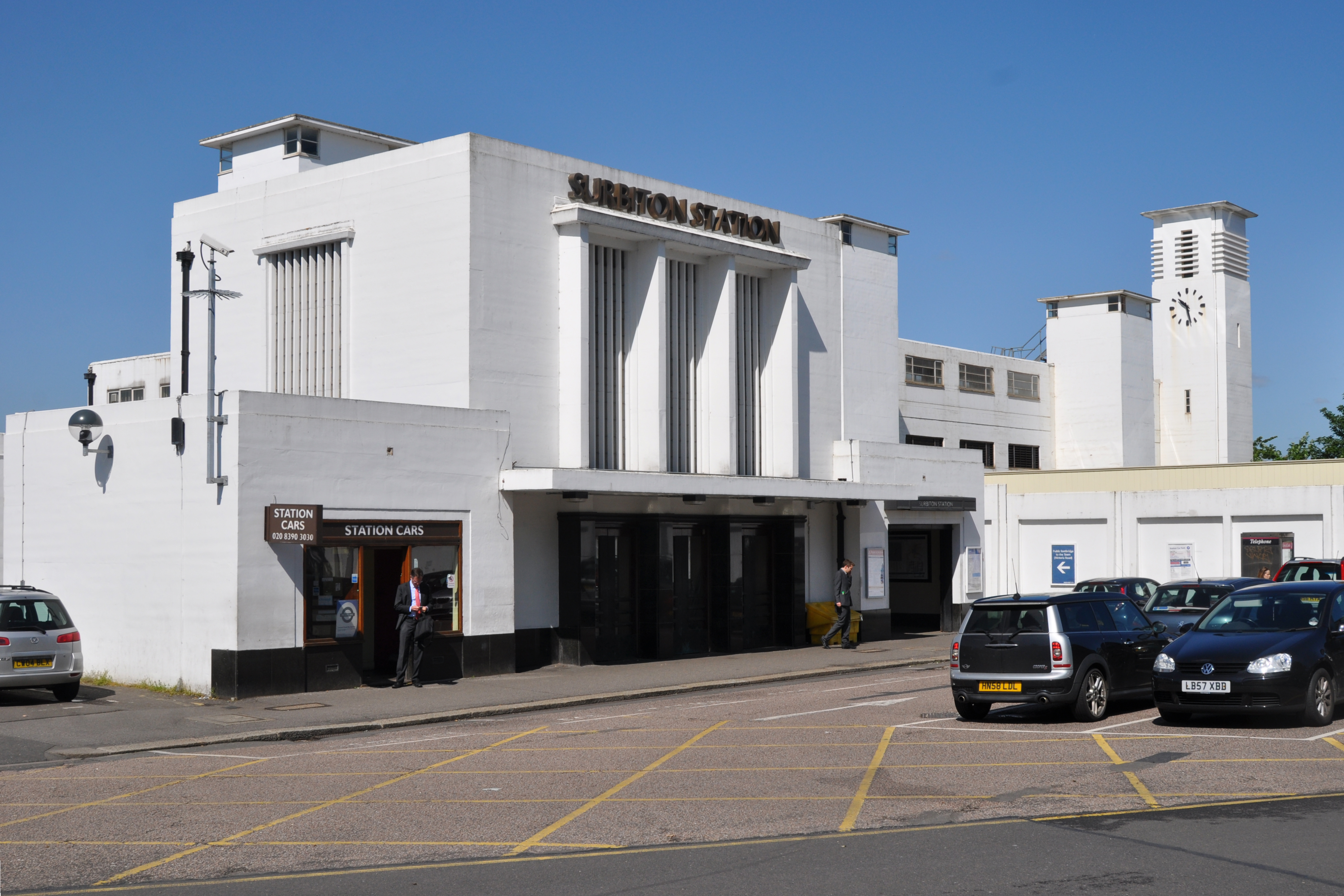
瑟比頓站，攝於2016年
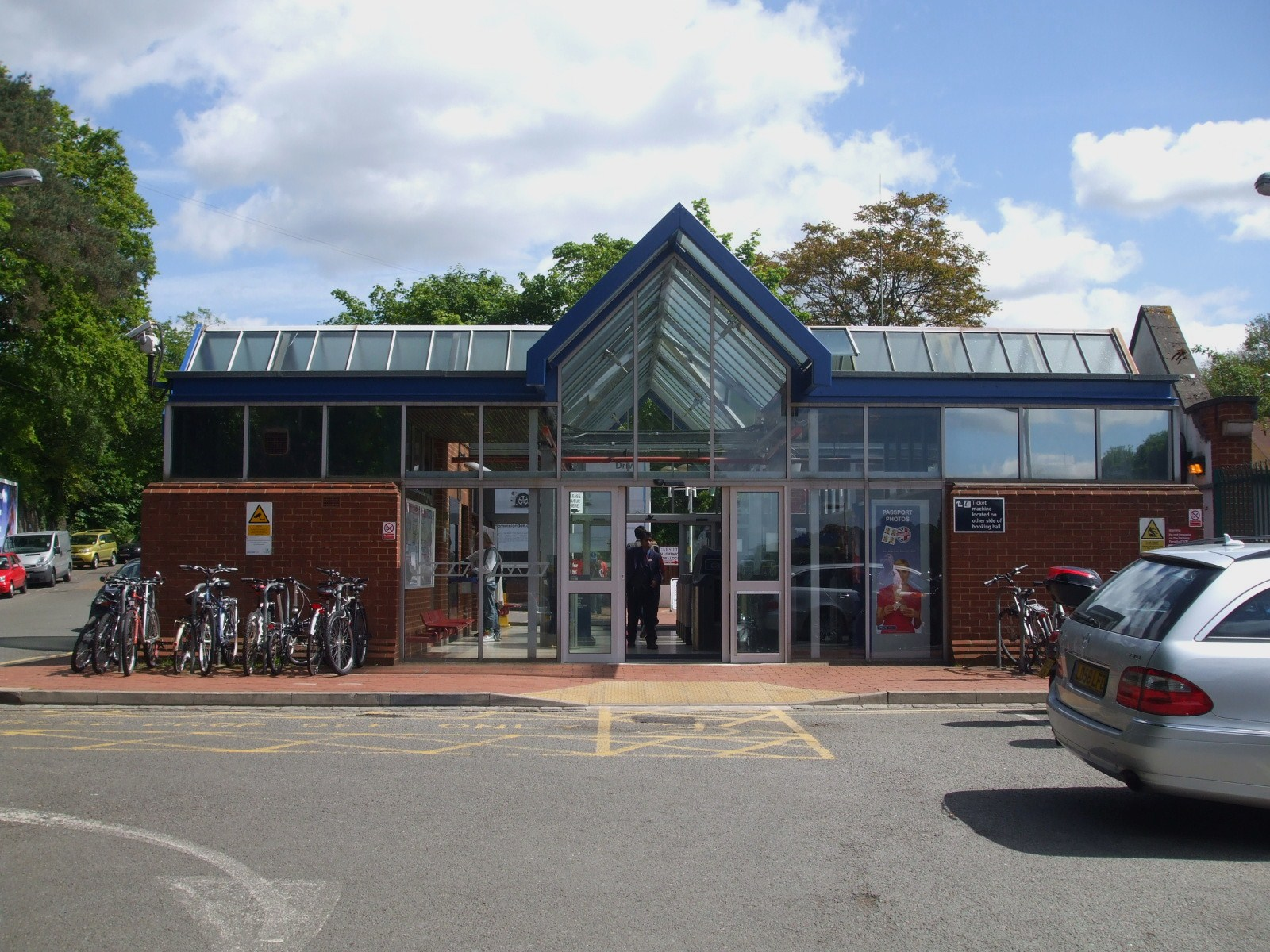
韋布里奇站
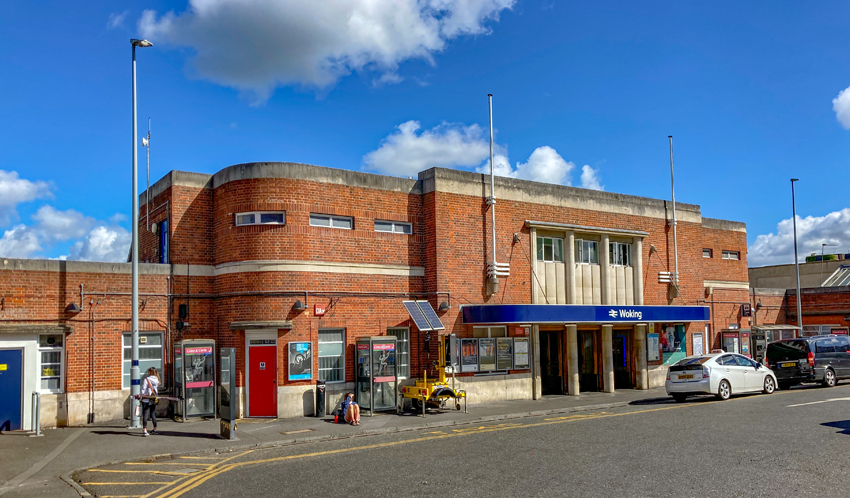
沃金站入口
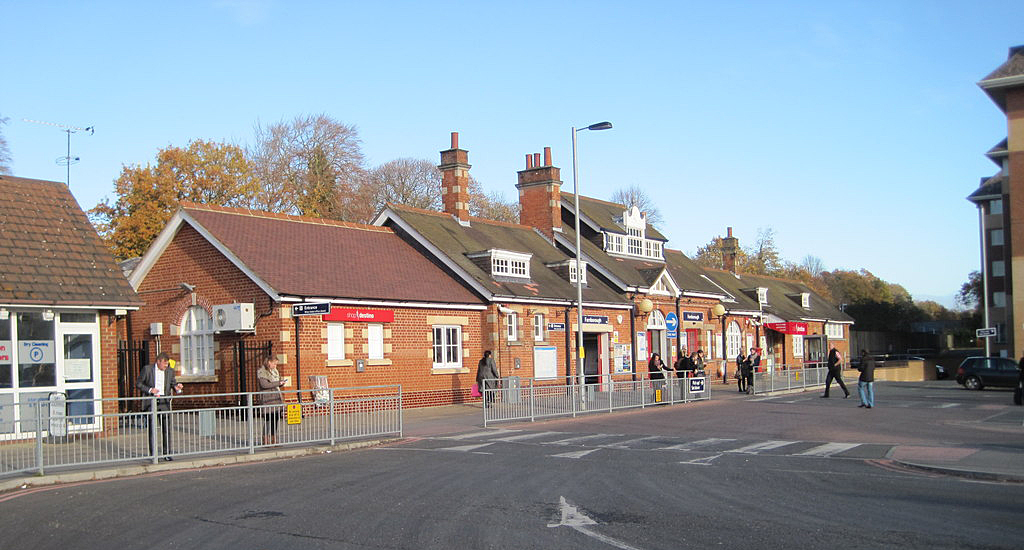
法恩伯勒（主）車站
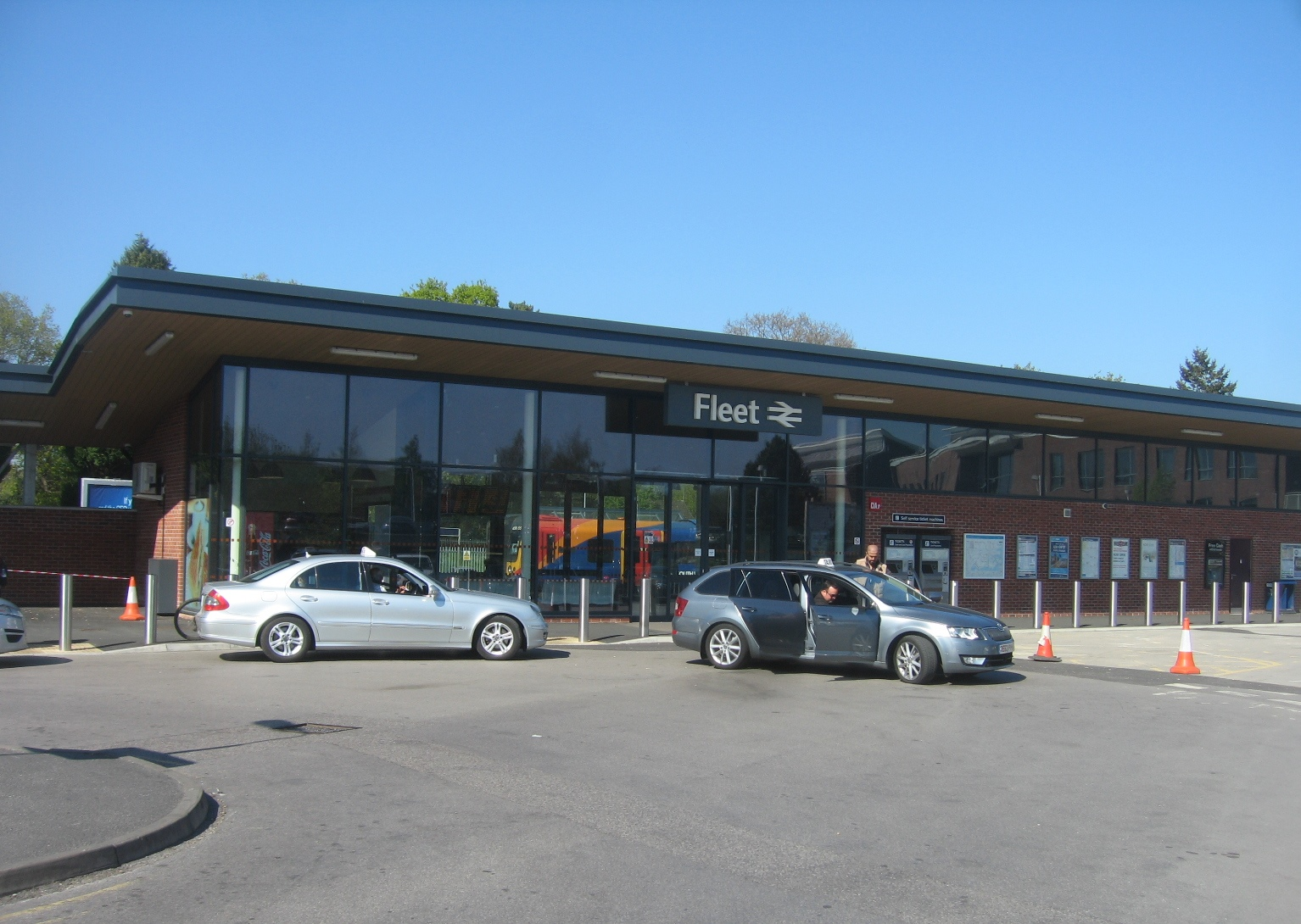
弗利特站
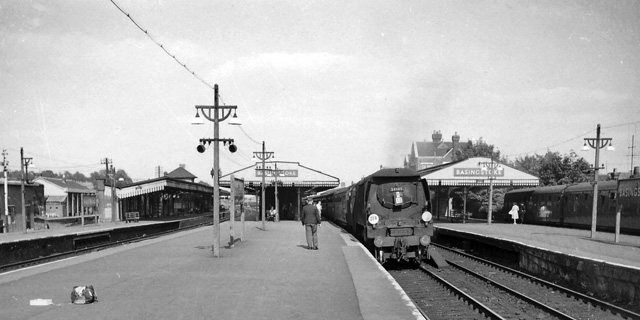
1963年時的貝辛斯托克站
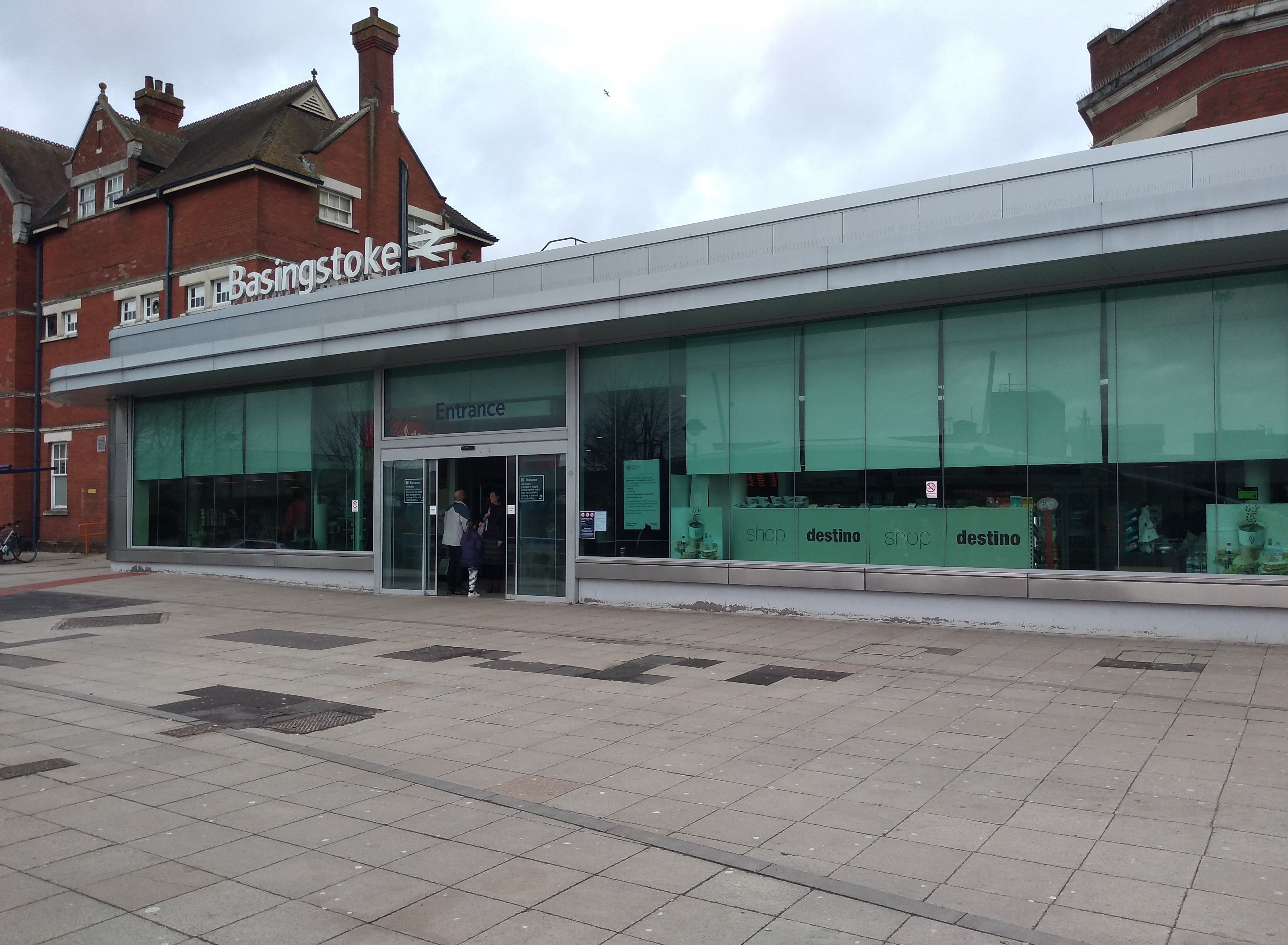
貝辛斯托克站入口
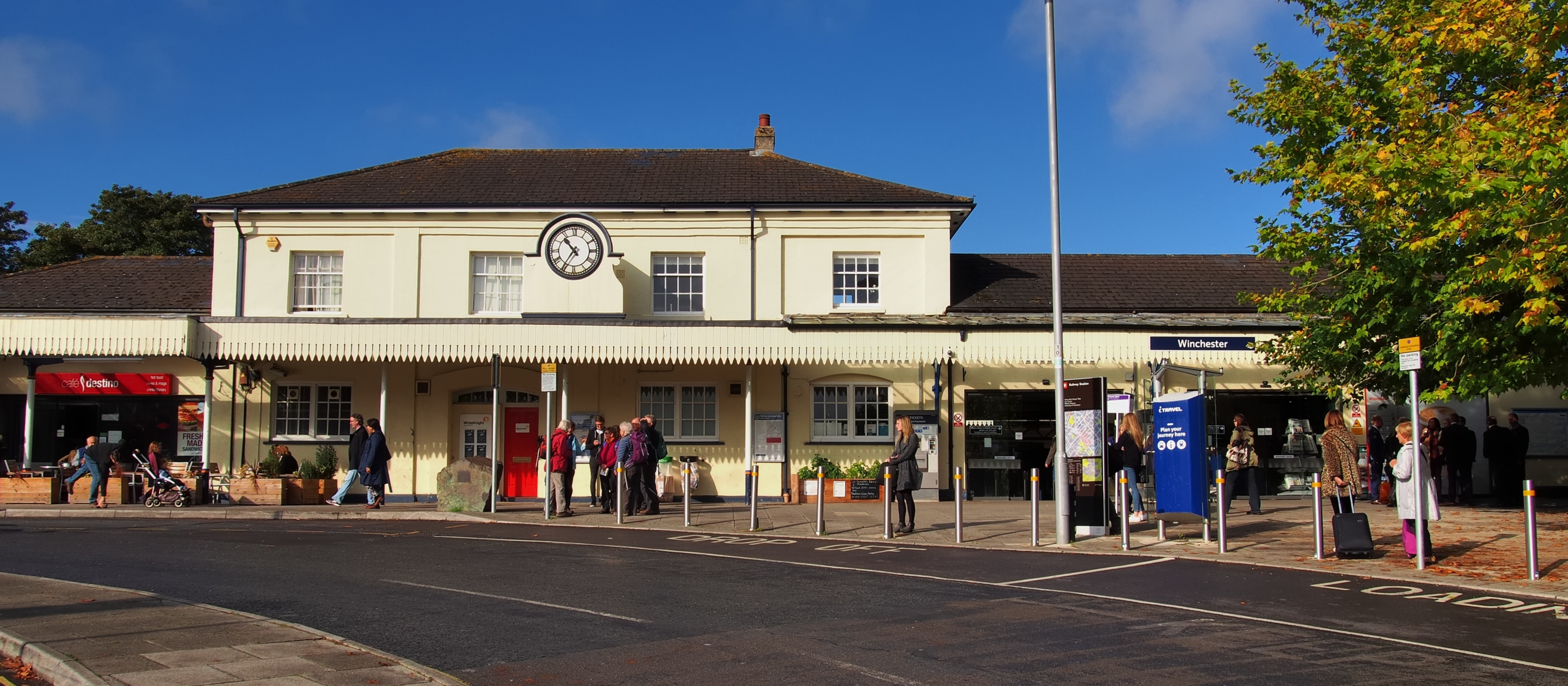
溫徹斯特站，攝於2016年
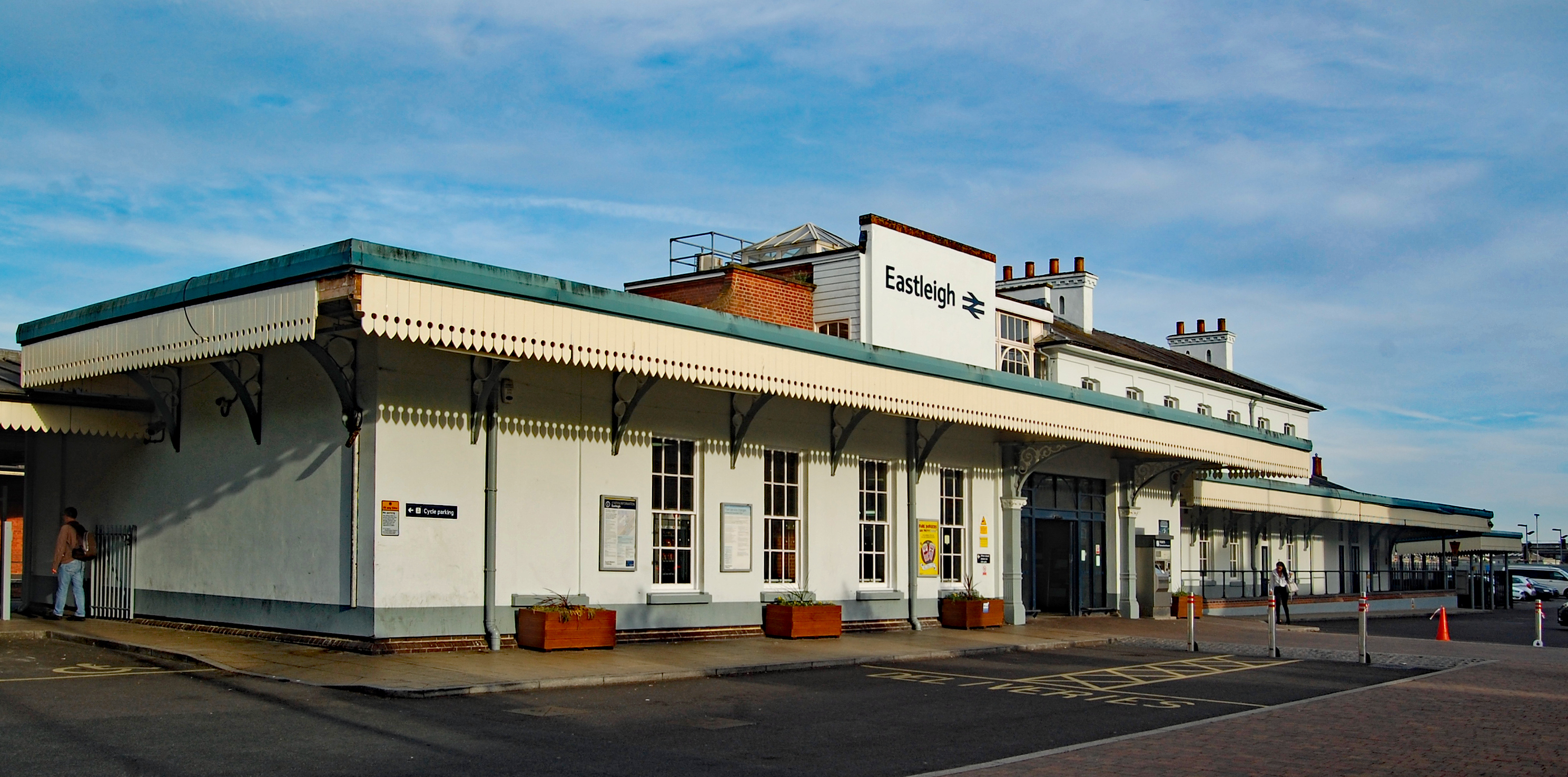
1839年6月啟用的伊斯特利站
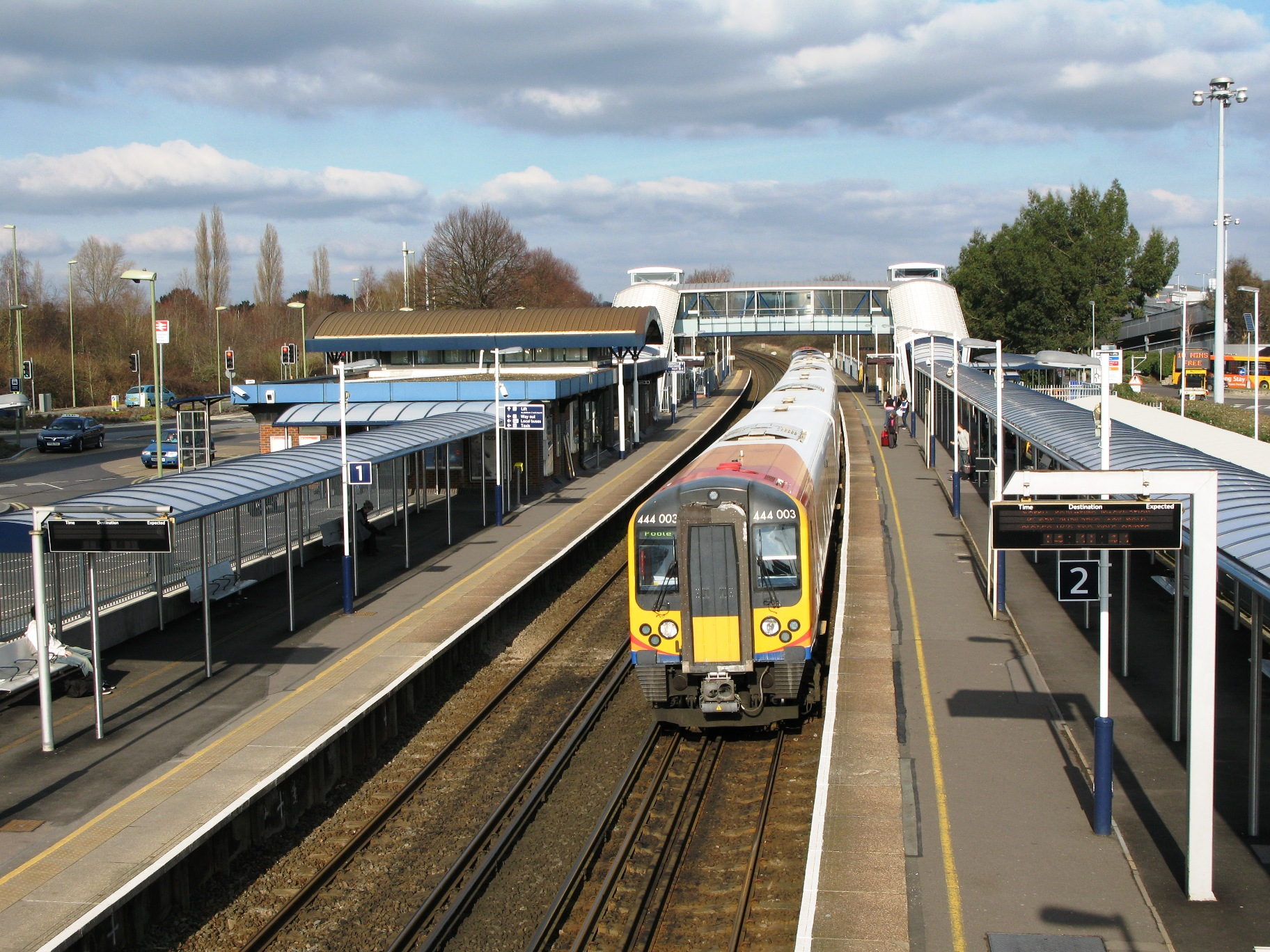
1966年啟用的修咸頓機場泊車道（Southampton Airport Parkway）站
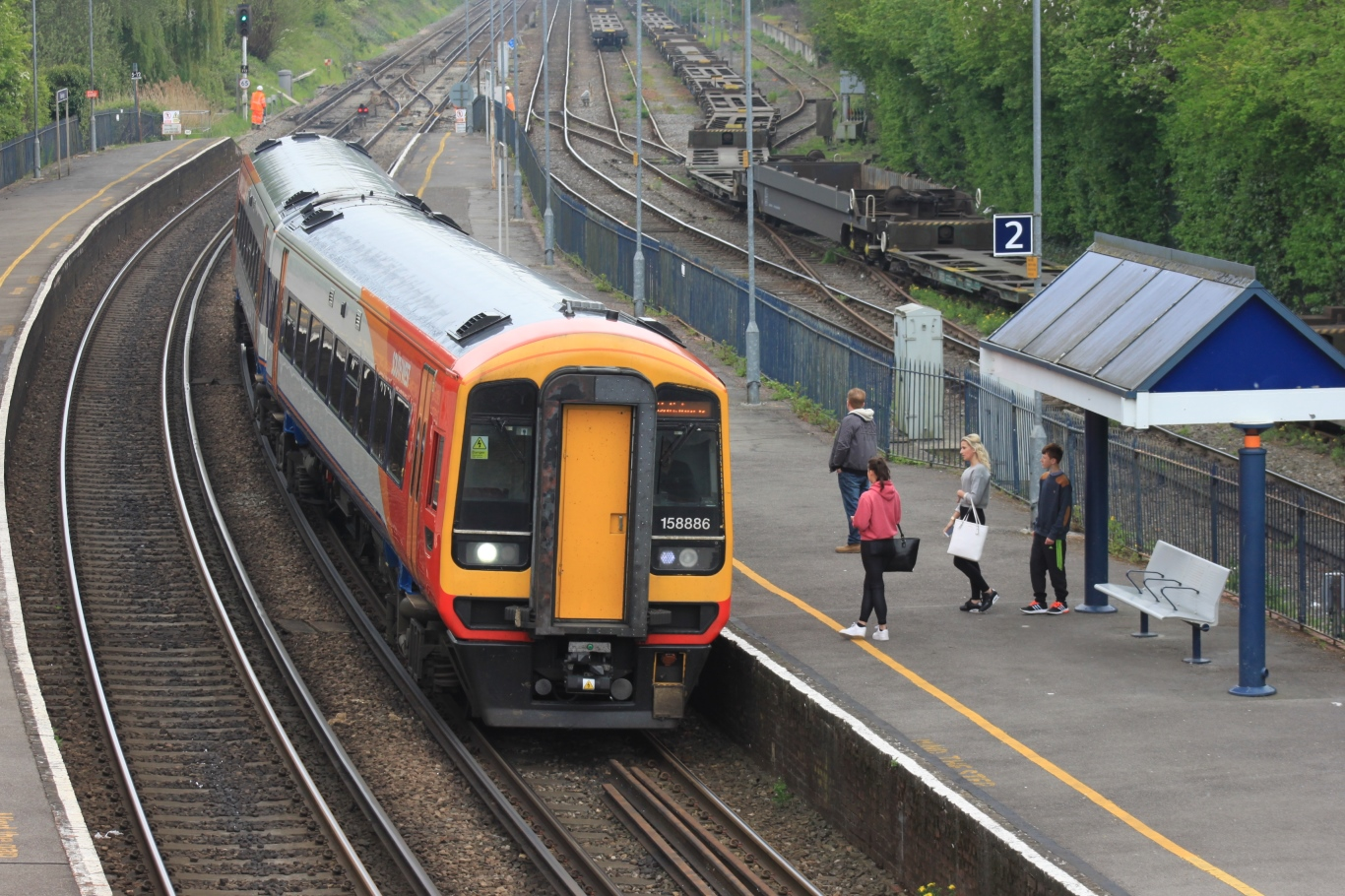
位於修咸頓西部市郊的紅橋站，威塞克斯主線自本站分歧
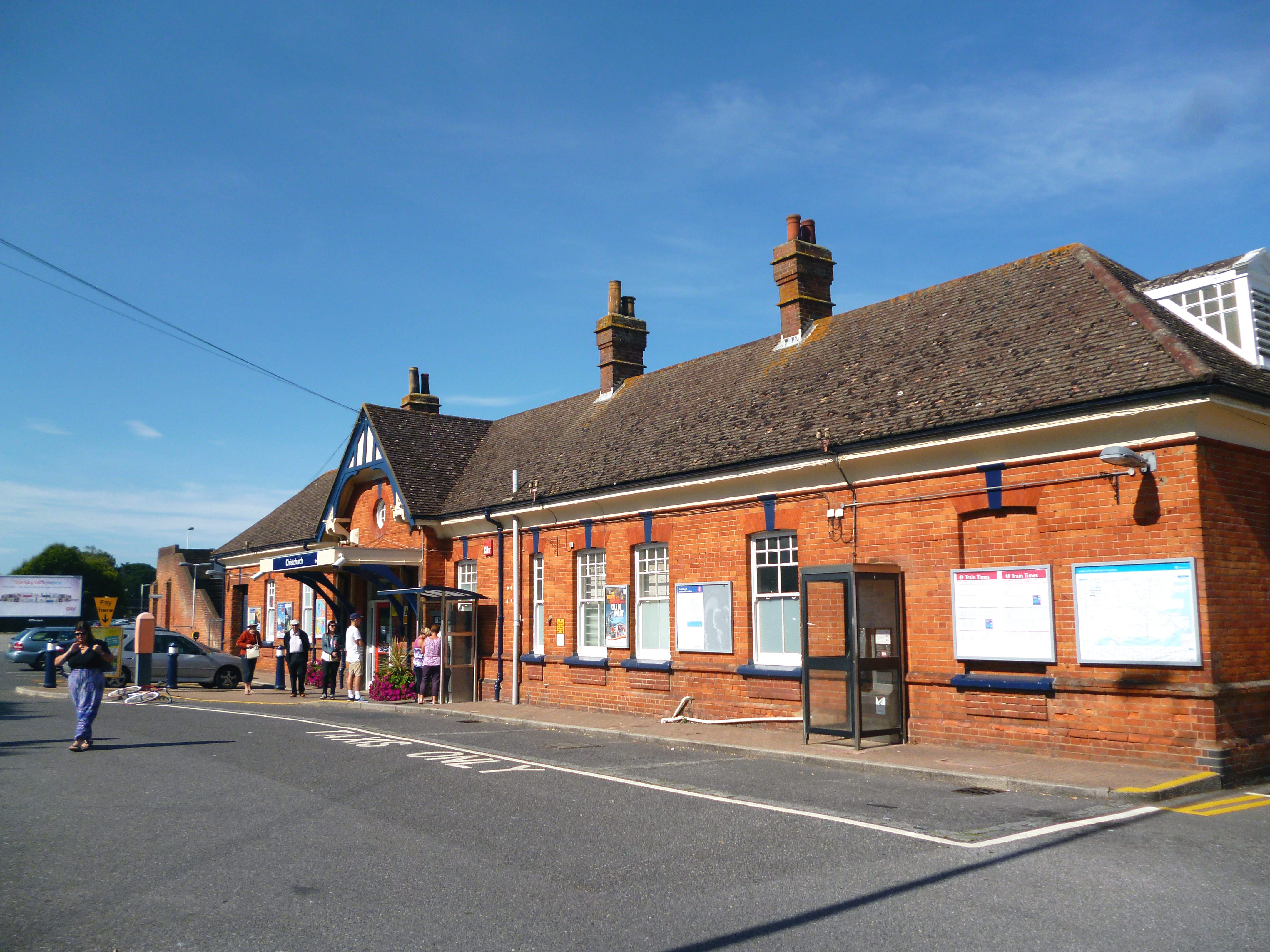
克賴斯特徹奇站
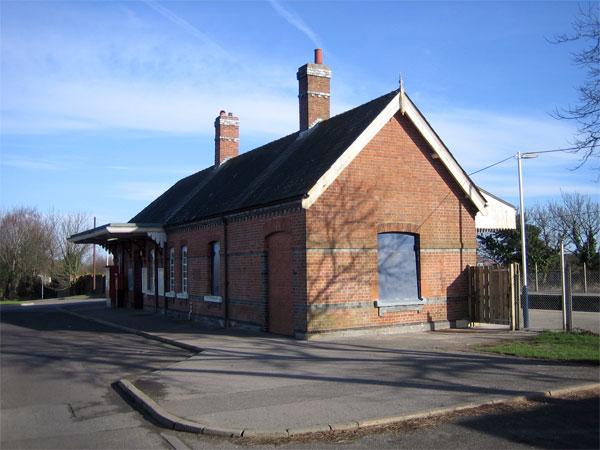
哈姆沃西站
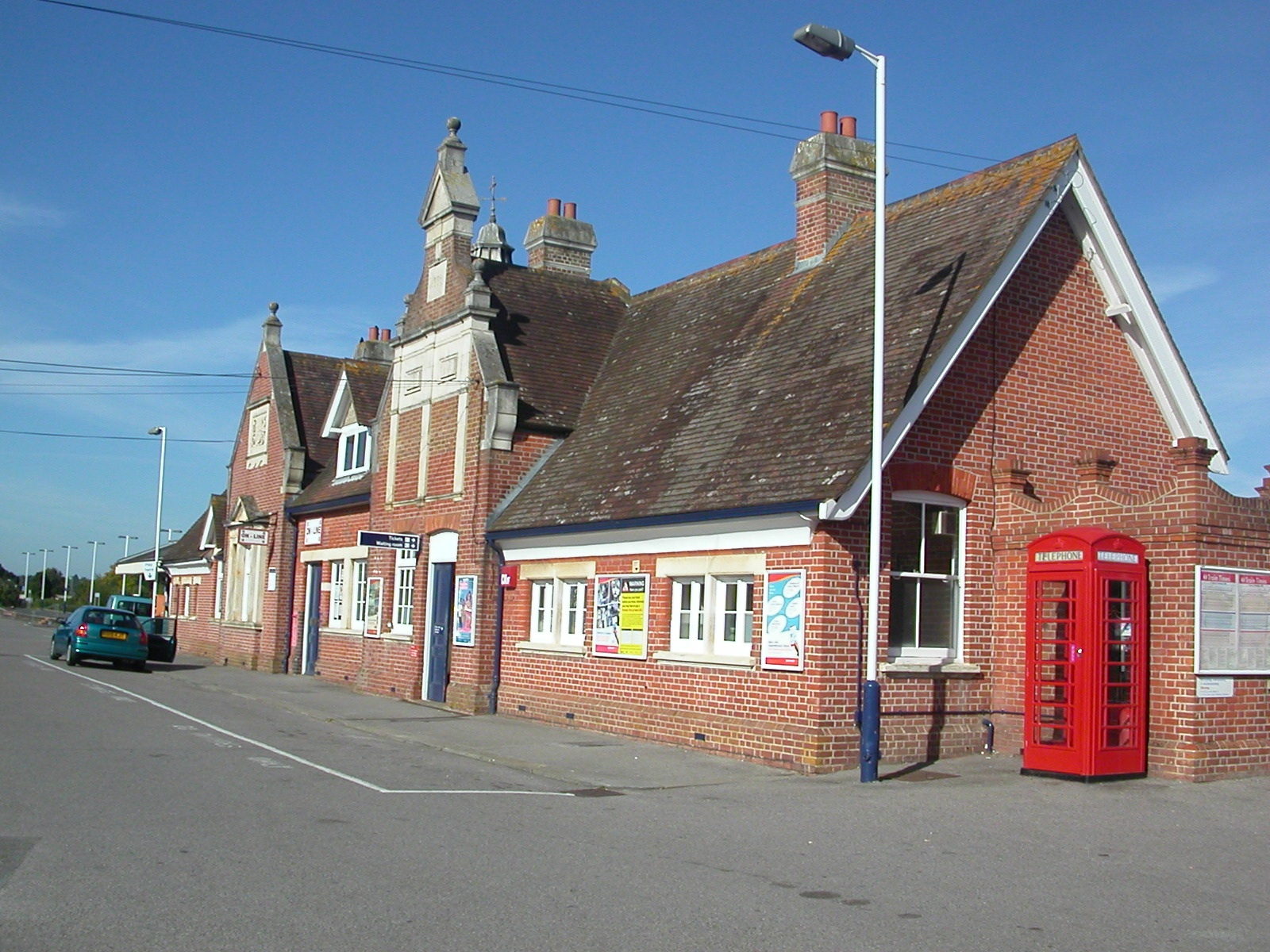
韋勒姆站，於1887年4月4日啟用
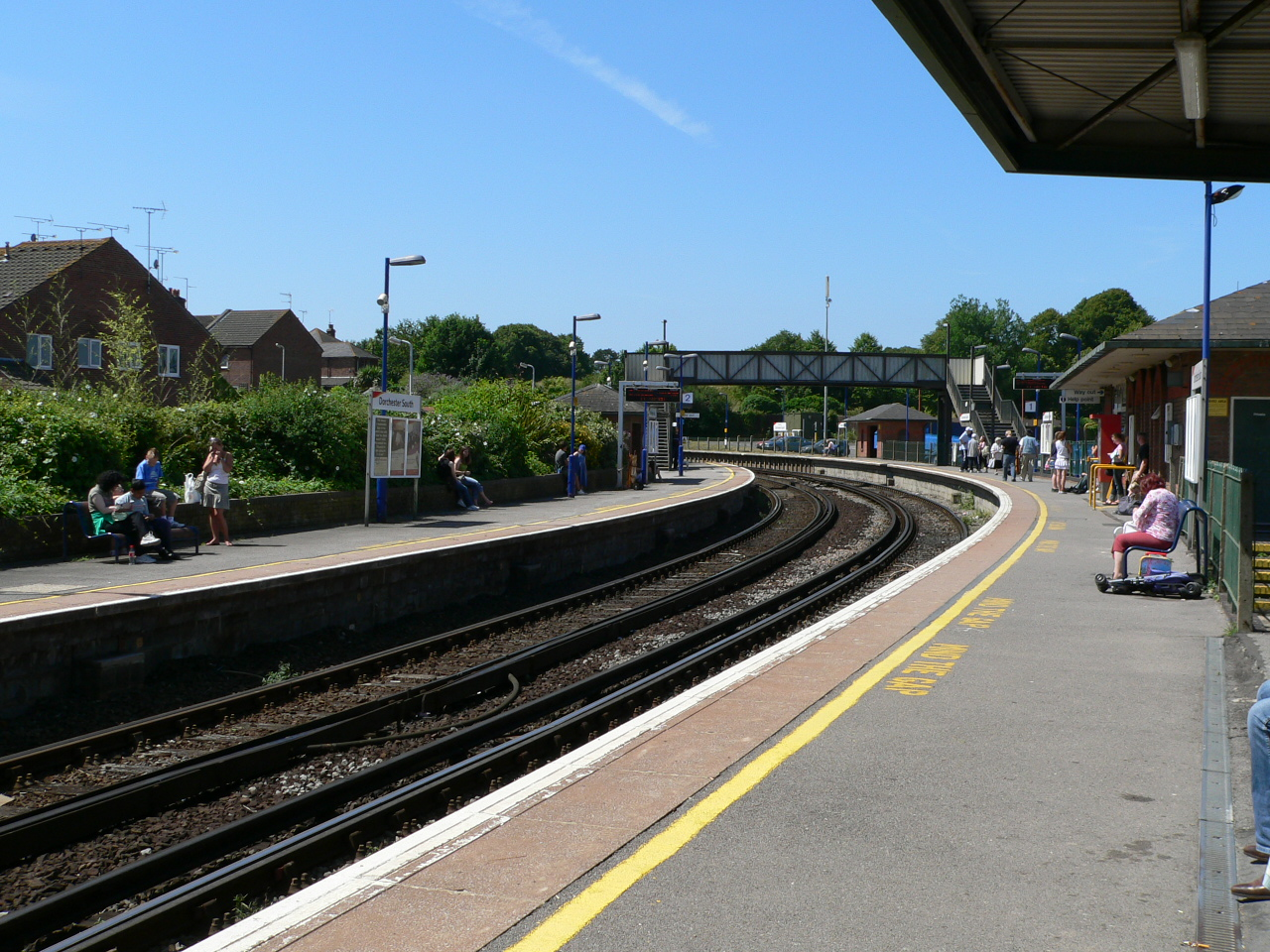
2005年7月時的多切斯特南站月台
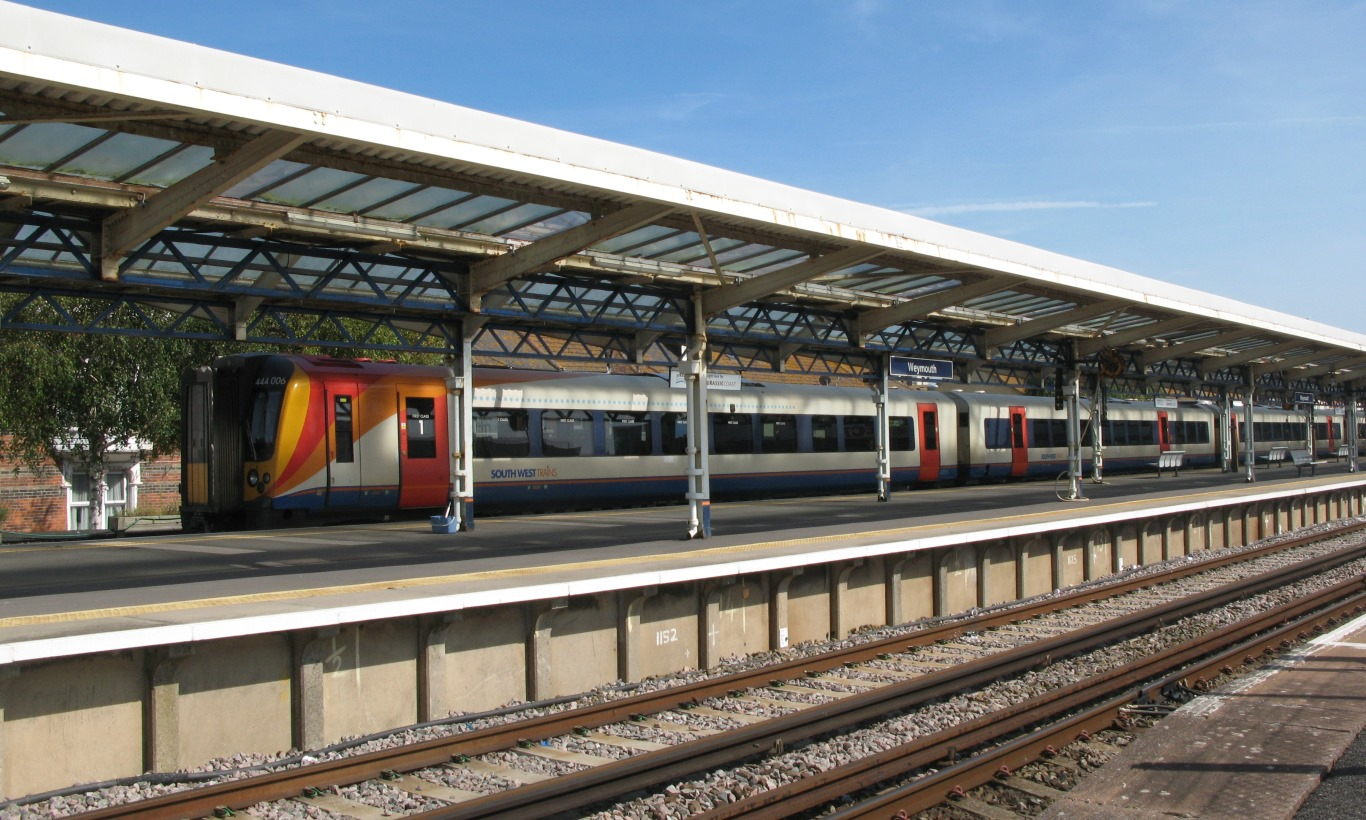
韋茅斯總站